# Jagdgeschwader 77
La Jagdgeschwader 77 (JG 77) (77e escadre de chasse), surnommée « Herz As » (As de Cœur), est une escadre de chasse de la Luftwaffe pendant la Seconde Guerre mondiale.
Active de 1939 à 1945, l'unité était dédiée aux missions visant à assurer la supériorité aérienne de l'Allemagne dans le ciel de l'Europe de l'Ouest - notamment en Norvège - puis dans les Balkans et le front russe ; elle prit également une grande part active en Afrique du nord, en Méditerranée et en Italie.

## Opérations
La JG 77 opéra sur un grand nombre de chasseurs. Le principal fut le Bf 109 de la version E à K du début à la fin de la guerre. L'escadre emploiera également le Bf 109T (version marine) et des  Bf 110 bimoteurs en Scandinavie, ainsi que le FW 190 en Normandie. Chose rare, l'unité utilisa épisodiquement des Curtiss H-75 français et des Macchi M.C.205 italiens capturés lors des différentes campagnes.

### D'emblée (1939-1940)

#### Née de l'aéronavale
À l'instar d'autres Jagdgeschwader, la JG 77 vit le jour à la suite d'une succession de renominations des premières unités de la Luftwaffe naissante, cette dernière s'apparentant davantage à ses débuts à un aéroclub privé qu'à une branche militaire. La formation du premier Gruppe découle ainsi du IV./JG 132 commandé par l'as de la Marineflieger Theo Osterkamp en juillet 1938, puis son successeur le Hauptmann Johannes Janke. L'unité passa ensuite sous désignation I./JG 331 à l'automne suivant, puis finalement I./JG 77 en mai 1939, le numéro 77 faisant référence à son appartenance à la Luftflotte 4.
Crée à la même période, l'origine du II./JG 77 remonte à plus loin, fruit d'une unité de chasse navale affectée à la protection côtière. Baptisé I./JG 136 puis II./JG 333 et enfin II./JG 77, le groupe est sous la coupe du Major Carl-Alfred Schumacher (en), ancien de 14-18 passé de la marine à l'aviation. La nouvelle JG 77 compte également dans ses rangs quelques anciens d'Espagne, à l'instar de l'Oberleutnant Hannes Trautloft, déjà quintuple vainqueur avec la Légion Condor.

#### Déclenchement des hostilités
L'invasion de la Pologne du 1er septembre 1939 mobilisa le I./JG 77 qui resta cependant en stand-by les deux premiers jours afin de contrer une éventuelle offensive aérienne polonaise. Le 3 en fin de soirée, le Leutnant Karl-Gottfried Nordmann de la 2. Staffel (escadrille) remporta la toute première victoire de l'unité en abattant un PZL P.23. Deux autres suivront les 5 et 6 septembre mais faute d'opposants, le I./JG 77 devra surtout s'expliquer avec la DCA tout en effectuant des escortes de bombardiers ainsi que des mitraillages de colonnes et d'aérodromes. Le groupe opéra à Cracovie le 9 septembre puis à Krosno le 13 à partir de terrains sommaires. Deux nouveaux succès (non-confirmés) précèderont la dernière mission le 17 septembre, une escorte du Ju 52 du chancelier Adolf Hitler, tache déjà effectuée six jours auparavant. Moins d'une semaine plus tard, l'unité rentra en Allemagne avec des pertes minimes et uniquement matérielles. Crédité d'un succès lors de cette campagne, le Hauptmann Trautloft quitta l'unité pour prendre en charge le I./JG 20 .
Parallèlement, le II./JG 77 de Schumacher assurait la protection de la baie allemande des incursions britanniques. Le 4 septembre 1939, les Feldwebel Hans Troitsch et Alfred Held de la 6./JG 77 descendirent chacun un bimoteur Wellington au large de Wilhelmshaven, considérés comme les premières victoires de la Luftwaffe sur des appareils de la RAF. Un Leutnant du groupe revendiqua également ce jour-là un Blenheim au nord de Bremerhaven,.
Mis au repos pour quelques jours, le I./JG 77 s'engagea ensuite dans la Drôle de guerre et perdit le 28 septembre le premier pilote de l'escadre qui percuta un ballon de barrage allemand lors d'un vol de transfert. Du reste, le groupe assura la protection de la ligne Siegfried sous commandement de la JG 53, descendant un Mureaux français le 11 octobre. Un Stab de commandement apparut entre-temps au début du mois, avec à sa tête l'Oberst Roediger von Manteuffel, un ancien de la Première Guerre mondiale reconverti dans l'industrie aéronautique . De son côté, le II./JG 77 ajoutera deux autres succès côtiers, le dernier le 30 octobre par l'ancien d'Espagne et Feldwebel Erwin Sawallisch. Le groupe changea également de Kommandeur en la personne du Major Harry von Bülow-Bothkamp qui comme ses paires, a fait ses armes durant la Grande Guerre,. Il demeurait néanmoins sous tutelle de l'Oberstleutnant Schumacher du nouveau Stab JG 1, qui chaperonne également six autres Gruppen de chasseurs mixtes Bf 109 et Bf 110, dont le II./Tr.Gr.186 naval.

#### Heligoland
Hormis la JG 53 qui combattait sur la Sarre, la Luftwaffe se gardait de tout intrusion au profit de la protection frontalière. En repos près de Bonn depuis le 1er novembre, le II./JG 77 remonta à contrecœur le 11 décembre pour couvrir les îles frissonnes alors balayées par la neige et un vent d'hiver impactant grandement le matériel ; c'était sans compter sur le Bomber Command et son attrait pour les bâtiments de la Kriegsmarine.

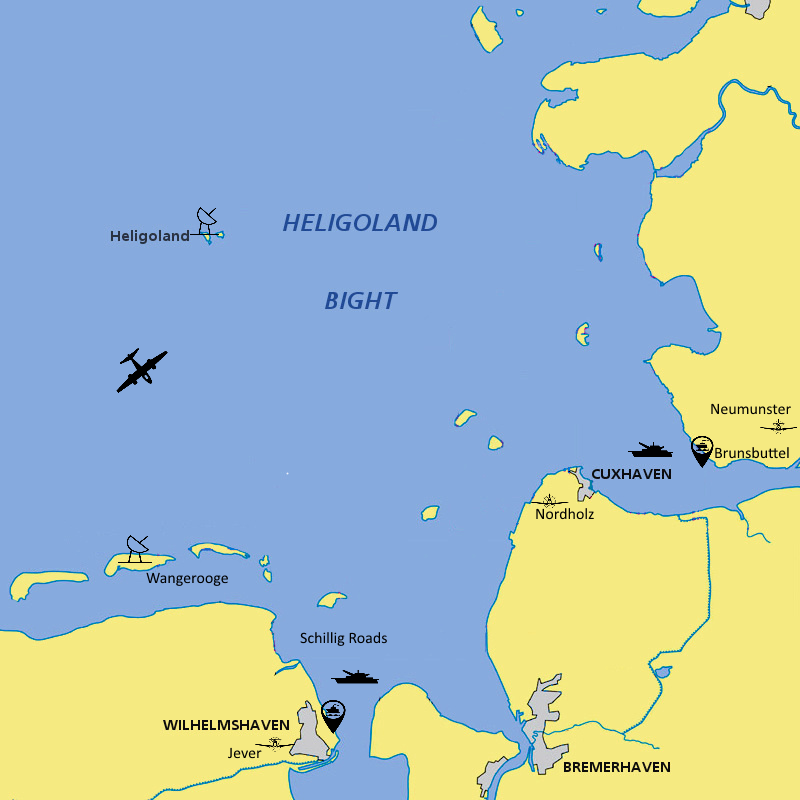
Disposition des défenses allemandes de la baie d'Heligoland fin 1939.

Le 14 décembre en milieu d'après-midi, les Anglais lancèrent 23 Hampden, 7 Whitley et 12 Wellington pour attaquer les unités navales. Seul ces derniers dénichèrent un convoi ennemi mais tombèrent également sur les chasseurs du II./JG 77 alertés par radar Freya. Malgré la pluie verglaçante et des nuages fuyants, les Allemands revendiquèrent huit à neuf bimoteurs, bien qu'en réalité cinq Wellington furent perdus et un sixième s'écrasa sur le retour, endommagé par un Bf 110 de la ZG 26. Les mitrailleurs de défense descendirent également un Bf 109 (pilote tué) et en touchèrent cinq autres,,.
Pas découragés pour autant, les Britanniques renvoyèrent 24 Wellington dans la baie d'Héligoland l'après-midi du 18 décembre. Ils se cognèrent cette fois à toute la JG Schumacher qui fit un nouveau carton, mais là encore, les chiffres divergent. Les Anglais admirent la perte de 12 bombardiers alors que les Allemands déclarèrent 38 avions descendus, dont 31 confirmés. Des recherches récentes indiqueraient en fait l'engagement de 30 à 50 Wellington dans cette mission. Toujours est-il que le II./JG 77 déclara pour sa part 17 victoires (13 confirmées) pour la perte d'un pilote, un succès indéniable pour la Luftwaffe, largement couvert par la presse et les correspondants de guerre. À la suite de cela, le groupe arborera un écusson représentant un aigle survolant la mer guettant sa proie.

#### Calme avant la tempête
Se louvoyant depuis plusieurs semaines, le I./JG 77 n'aura en revanche guère à se mettre sous la dent durant la période 39-40, à l'exception d'un Mureaux descendu le 11 octobre et un Blenheim sur la frontière germano-belge le 3 janvier 1940. Plusieurs officiers quittèrent aussi le groupe pour former l'ossature de nouvelles unités, forçant la promotion d'autres officiers, à l'instar de Karl-Gottfried Nordmann qui passa Staffelkapitän de la 3./JG 77 en mars 1940. Le calme relatif dans les opérations permit d'augmenter les exercices d'intégration de jeunes pilotes en attendant la prochaine grande offensive.
Pour le II./JG 77 opérant sur la côte, c'est surtout la rudesse de l'hiver qui cloua les avions au sol. Parmi les succès du groupe figurent néanmoins trois Blenheim et un Hudson descendus entre le 16 février et le 1er avril, le groupe ayant entre-temps migré à Westerland sur l'île de Sylt. Deux autres unités protégeaient également la baie Allemande, le II./Tr.Gr. 186 aéronaval et le I.(J)/LG 2 d'entraînement, qui feront tous deux un jour partie intégrante de la JG 77. Deux futurs grands as quitteront également l'unité, le Leutnant Winfried Schmidt pour le III./JG 3 et l'Unteroffizier Herbert Kutscha pour la ZG 1, qui arboreront tous deux la Croix de Chevalier à l'issue de la guerre.

#### Barrer la route du fer
La campagne de Scandinavie qui suivit requit l'emploi de Bf 110 au rayon d'action élevé. Le I./ZG 1 fut engagé le premier avant que le I./ZG 76 ne prenne le relais. Mais pour la protection des côtes sud de la Norvège, on fit appelle aux Bf 109 du II./JG 77 qui dés le jour de l'invasion le 9 avril, fit le déplacement à Aalborg et Esbjerg avant de se poser deux jours plus tard sur la piste de Kristiansand-Kjevik.
Il ne se passa rien jusqu'au 12 avril lorsqu'une douzaine de Hampden intervinrent sur Kristiansand : le II./JG 77 en revendiqua six mais pour quatre des siens tués, ainsi qu'un Hudson plus tard en mission de recherche du croiseur de bataille Scharnhorst. Le 15, le Feldwebel Robert Menge et ancien d'Espagne réalisa un doublé sur des Wellington au sud-ouest de Stavanger, succès toutefois non-confirmés selon les sources. Peu avant cette campagne, le Kommandeur Harry von Bülow-Bothkamp devait quitter son poste et prendre le commandement de la JG 2, mais le front norvégien reporta cette promotion jusqu'à la stabilisation des opérations. Son successeur, le Hauptmann Karl Hentschel, un officier plus coutumier des bureaux que des cockpits, n'obtiendra jamais la même estime que son prédécesseur, occasionnant souvent des frictions avec ses subordonnés.
Les 24, 30 avril et 1er mai, les Anglais continuèrent de « chatouiller » les défenses des côtes norvégiennes en envoyant leurs bimoteurs, mais perdirent au moins six des leurs sous les tirs de petites sections du II./JG 77. Le robuste Lockheed Hudson en particulier se révéla toutefois un adversaire coriace, et les mitrailleurs des bombardiers visaient juste. Malgré cela, Allemands firent preuves de respect envers leurs adversaires en envoyant des hydravions de sauvetage de la Seenot pour tenter de repêcher les équipages tombés en mer.

#### Intermède français
Le I./JG 77 put enfin se déployer lors de l'offensive du 10 mai 1940 guidé de son Stab, mais disposant malgré tout que d'un peu plus de la moitié de ses Bf 109 opérationnels. Aussi, les mécaniciens s'affairèrent pour assurer les premières sorties dés l'aube. Bien que chargée, cette première journée n'apporta aucun succès aérien, pas plus que les deux suivantes. Le 13, deux Morane-Saulnier MS.406 furent abattus, suivis de deux autres chasseurs le lendemain au départ d'Hargimont descendus par les futurs Ritterkreuträger l'Unteroffizier Georg Seelmann et le Leutnant Hubert Mütherich. Associé au I./JG 3 du Hauptmann Günther Lützow, Stab et I./JG 77 accomplirent 22 missions le 15 mai, le I. revendiquant cette fois une dizaine de succès contre la chasse française, avec parmi les tireurs le Leutnant Viktor Bauer et l'Unteroffizier Heinrich Klöpper, deux autres futurs porteurs de la Croix de Chevalier.
Deux jours plus tard, le groupe se posait près de Philippeville et couvrit le 18 mai les mouvements de la 7e Panzerdivision du Generalmajor Erwin Rommel, ce qui amena deux victoires supplémentaires lors de patrouilles. À ces revendications s'en ajoutèrent six autres le lendemain, dont cinq Hurricane. Prenant possession d'Escarmain , les hommes du I./JG 77 durent batailler sévère contre quelque 400 fantassins français venus les déloger. Le 21, le Leutnant Helmut Lohoff descendit un dernier Lydsander avant que le Gruppe ne migre au soir pour Döberitz afin de prévenir d'éventuelles attaques de la RAF sur la capitale allemande. Le Stab accompagné du I.(J)/LG 2 entamera la même démarche le 9 juin suivant.

#### Campagne de Norvège
Au début du mois de mai, les combats en Norvège se concentraient sur Narvik, mais la distance à parcourir n'aurait laissé que cinq minutes de combat sur zone pour tout Bf 109. Un plan prévoyait alors d'envoyer tout de même le II./JG 77 combattre sur place puis une fois le carburant épuisé, les pilotes devaient se poser et prêter main-forte aux troupes aéroportées, une idée cependant bien vite abandonnée. De fait, l'activité du groupe resta terne quasiment tout le mois de mai, « planqué » à mi-chemin entre les offensives du 10 mai au sud et Narvik au nord.
Le II./JG 77 retrouva tout de même la voie des airs à partir du 27 mai contre des bombardiers ciblant les aérodromes norvégiens et les convois maritimes. Parmi les pilotes se trouvait le SS-Gruppenführer Reinhard Heydrich : féru d'aviation, l'homme fort du NSDAP vola avec la 6./JG 77 et s'il fut un pilote apprécié, il crashera tout de même son 109 au décollage le 13 mai sans conséquence pour sa personne, et devra renoncer un temps à sa passion sous les pressions répétées d'Himmler, pour tenter sa chance l'année suivante avec la JG 1.

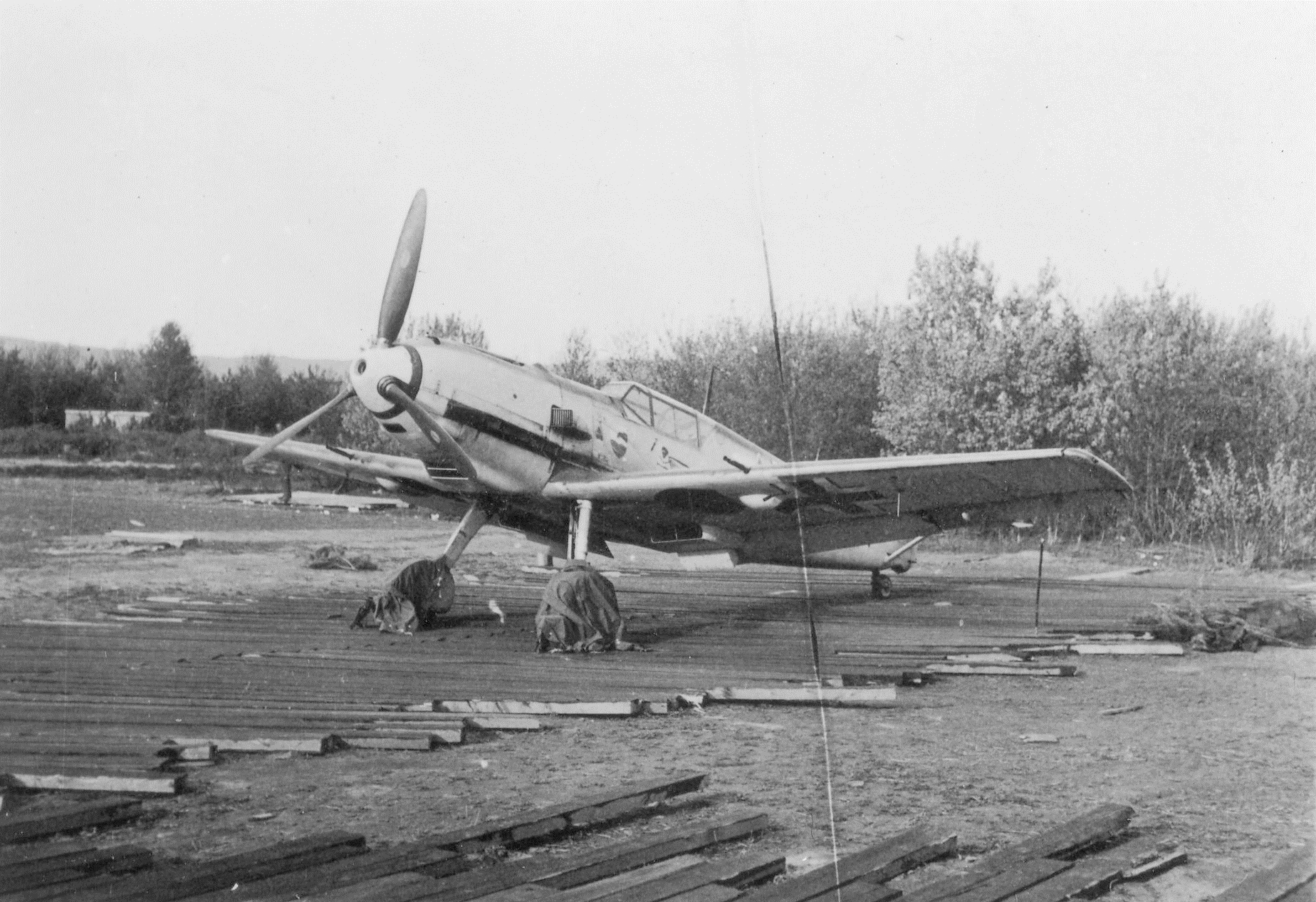
Bf 109E de la 4./JG 77 à Trondheim/Værnes à l'été 1940. En arrière de l'écusson du II./JG 77 figure l'insigne de la 4. Staffel, la mort poursuivant le parapluie de Chamberlain.

Pour l'heure, les trois Staffeln du Gruppe couvraient désormais une plus large partie des côtes norvégiennes : Kristiansand/Kjevik au sud, Stavanger/Sola au sud-ouest et Trondheim/Værnes plus au nord. Le groupe naval II./Tr.Gr. 186 posa également pied en Norvège en soutien, avec deux escadrilles opérant sur chasseur, une troisième sur Ju 87. La venue du Scharnhorst dans le fjord de Trondheim le 9 juin attira la Royal Air Force et la Fleet Air Arm les jours suivants : le II./JG 77 revendiqua huit bombardiers, dont cinq Skua du porte-avion Ark Royal le 13 juin en seulement quelques minutes. Le 15, Sola fut à son tour attaqué, l'occasion pour le futur as Anton Hackl alors Oberfeldwebel d'ouvrir son compteur de victoires en poivrant deux bimoteurs. Le Scharnhorst leva l'ancre le 20 juin au soir, destination la baie d'Allemagne. Les Britanniques le prirent en chasse le lendemain et perdront six Hudson et Beaufort, dont un descendu par l'Oberleutnant Horst Carganico qui fera également parler de lui,.
Outre l'ennemi, le relief côtier, les conditions météo ou encore la mécanique pouvaient s'avérer traîtres. Ainsi le 22 juin, trois chasseurs de la 5. Staffel évitèrent de justesse une falaise de Flekkefjord masquée par la brume, mais un quatrième piloté par le Leutnant Edgar Struckmann n'y parviendra pas. Cinq jours plus tard, un appareil du Seenot venu secourir un aviateur d'un bombardier anglais victime de Hackl disparu vraisemblablement à cause d'une panne. Struckmann était titulaire de 5 victoires aériennes et l'un des premiers as de la JG 77. Difficile par ailleurs d'établir avec précision qui atteignit le premier ce score, entre revendications et confirmations officielles. Sont cependant souvent cités parmi les premiers as Robert Menge et Erwin Sawallisch dans la foulée,.

#### Renforcement
L'entrée en guerre du couple franco-britannique empêcha la Luftwaffe de disposer de toutes ses escadres de chasse avec une dotation complète, soit un Stab et trois Gruppen. Les succès à l'Ouest et en scandinave donna néanmoins un répit pour constituer le III. Gruppe de la JG 77. Le choix se porta naturellement sur le II./Tr.Gr. 186 qui épaulait déjà le II./JG 77 en Norvège, plus précisément les Staffeln 5. et 6., la 4. étant convertie en 3./Erpr.Gr. 210 dés le 25 juin. Dix jours plus tard et avec la confirmation de l'abandon d'une force aéronavale pour la Kriegsmarine, le II./Tr.Gr. 186 devint III./JG 77 commandé par le Major Heinrich Seeliger. Marins dans l'âme, ses pilotes vétérans conserveront officieusement leurs grades en vogue dans la marine ainsi que leurs bottes de marins. Parmi eux figurent quelques membres déjà vainqueurs, tels les sous-officiers Herbert Kaiser, Reinhold Schmetzer et Hans-Wilhelm Schopper, ainsi que les Oberleutnant Kurt Ubben et Wolf-Dietrich Huy ; tous disposeront d'un carnet de vol bien rempli dans les années à venir.
Le II./JG 77 intercepta le 9 juillet une douzaine de Blenheim dans la zone de Sola et en abattit la moitié pour la perte d'un pilote. De son côté, le III./JG 77 ouvrit son score sous sa nouvelle appellation le 27 juillet mais en paya le prix : à l'aube, le Staffelkapitän de la 8./JG 77 l'Oberleutnant Lorenz Weber et son ailier le Feldwebel Hans-Wilhelm Schopper décollèrent dans la brume et incendièrent les moteurs d'un hydravion Sunderland, mais Weber se posera sur l'eau après avoir été touché et coulera à pique. La victoire lui sera attribuée pour lui rendre hommage et la 8./JG 77 sera reprise par l'Oberleutnant Ubben. Au cours du mois et jusqu'au 31, les différents éléments du III. quittèrent la Norvège pour Berlin pour prendre la relève du I./JG 77 resté dans la capitale. Après avoir envisagé de rééquiper le groupe en…Curtiss H-75 français et débuté l'entraînement sur cet appareil, le III./JG 77 repassa très vite sur Me 109 bien plus apprécié. Une nouvelle 7. Staffel commandée par Wolf-Dietrich Huy compléta l'effectif et se spécialisa deux mois plus tard en tant que Jabostaffel (escadrille de chasseur-bombardier). Constituée de nouvelles recrues, l'escadrille accueillit entre autres deux futurs sous-officiers de talent, Johan Pichler et Eduard Isken.
Le III./JG 77 prendra également un nouveau Kommandeur en la personne du Hauptmann Alexander von Winterfeldt, ancien de 1918 avec quatre victoires durant ce conflit, plus cinq autres établies avec la JG 2. Issu de noble lignée, l'officier - de surcroît fort apprécié - fera adopter l'insigne des armes de sa famille, une tête de loup ou Wolfskopf.

#### Défense de la péninsule
Seul le II./JG 77 demeurait encore en protection de la péninsule norvégienne, à l'exception de la 5./JG 77 transférée depuis peu à Aalborg au Danemark ; la Staffel ne fera pas le déplacement pour rien. Le 13 août, les Britanniques lancèrent douze Blenheim sur l'aérodrome d'Aalborg, mais laissa un appareil en arrière à cause d'un problème de carburant. Les onze autres peineront à trouver leur cible à cause d'une erreur de navigation, laissant tout le loisir à la 5./JG 77 d'intercepter et descendre la formation en totalité. Mention spéciale pour le Feldwebel Menge qui se targua d'un quadruplé.
Le reste du groupe restera en Norvège encore trois mois, même si les Anglais ne se montraient plus que sporadiquement, concentrant principalement leurs efforts dans la Bataille d'Angleterre. Onze fois vainqueurs en Scandinavie, Robert Menge quittera le II./JG 77 dés le 16 octobre pour rallier la JG 26, mais périra l'année suivante,. Ses camarades aligneront sans lui encore une quinzaine de bimoteurs, permettant à certain d'ouvrir leur compteur de victoires, à l'instar des Leutnant Heinrich Setz et Siegfried Freytag. D'autres étofferont un peu plus leur palmarès comme l'Oberfeldwebel Werner Petermann (7 victoires), le Leutnant Hans-Jacob Arnoldy (6) ou encore le Feldwebel Otto Niemeyer (5).
Source de discordes en cascades, le Hauptmann Karl Hentschel sera finalement remercié à la suite d'une requête des chefs d'escadrille auprès du quartier général, malgré les rumeurs de mutinerie et de cour martiale. Le Hauptmann Franz-Heinz Lange ex-leader de la 6./JG 77 prit sa suite, remplacé lui-même à ce poste par l'Oberleutnant Wilhelm Moritz issu du II./ZG 1. Le 24 octobre, une erreur de compas força un pilote de la 4./JG 77 à se poser sur un hippodrome en Suède neutre, son Bf 109E exécutant un cheval de bois en fin de course. L'avion fut analysé par les Suédois puis rendu aux Allemands deux jours avant Noël, précédant d'un mois son pilote entre-temps interné. Le 9 novembre 1940, le II./JG 77 commença à quitter la Scandinavie pour poser bagages à Brest. L'unité engendra selon les sources entre 80 et 100 victoires, pour la perte de six pilotes au combat,.

#### Aventure britannique
Pendant ce temps, le I./JG 77 montait la garde près de la capitale berlinoise, avant de la délaisser finalement fin juillet pour la Frise et la péninsule danoise. Après une campagne de France écourtée, le groupe ne sera engagé que tardivement dans la Bataille d'Angleterre, avec un déménageant à Marquise le 25 août. Placée sous tutelle de la JG 51, l'unité effectua ses trois premières missions moins d'une semaine plus tard, mais perdit pas moins de six pilotes, dont cinq prisonniers parmi lesquels les Staffelkapitän des 1. et 2./JG 77 ; le troisième, Karl-Gottfried Nordmann, s'en tira avec deux victoires, trois autres allant au Leutnant Hubert Mütherich et l'Oberleutnant Franz Hahn. Un autre pilote, le Feldwebel Adolf Borchers fut repêché de justesse avant sa capture. Les Oberleutnant Hans-Karl Keitel et Hahn reprendront les deux premiers Staffeln du groupe,. Après un jour de pluie à méditer sur ce premier échec, le I./JG 77 repartit au combat sous des meilleurs hospices puisqu'il remporta une quinzaine de succès la première semaine de septembre, ne perdant qu'un seul pilote capturé. À ce moment-là, la Luftwaffe délaissait déjà les aérodromes anglais pour tourner ses armes sur Londres, tandis qu'une dépression s'installait pour une semaine. Le I./JG 77 retourna en opération le 14 septembre et réalisa six victoires pour deux pertes, ainsi que trois autres le lendemain (un pilote tué). Lors de la journée du 27, le groupe ajouta encore six chasseurs à son tableau de chasse.
En octobre, le I./JG 77 dut se soumettre aux exigences de Goering  de transformer une Staffel en Jagdbomber, abrégé Jabo. C'est la 1./JG 77 qui s'attellera à cette tache après un bref entraînement avec le Erpr.Gr. 210 et des Messerschmitt équipés de quatre bombes de 50 kg ou une seule de 250 kg. Le 5 octobre, le Feldwebel Heinrich Klöpper reprit la série de victoires du groupe, qui perdit trois jours plus tard un nouveau pilote capturé d'une façon pour le moins anecdotique. Le 10 octobre, plusieurs unités Jabo frappèrent en masse le sol anglais ; le soir, la 3./JG 77 de Nordmann intercepta deux Blenheim sans conséquence pour le I./JG 77, désormais sous commandement de la JG 54. Les missions Jabo défilèrent les jours suivants, ponctuées de rencontres avec la chasse adverse. Une de ces confrontations déboucha sur dix Hurricane revendiqués dans la journée du 17. Les 30 octobre et 8 novembre, les Staffelkapitän Keitel et Hahn descendirent deux derniers Spitfire. Deux jours auparavant, le I./JG 77 retournait sous la coupe de la JG 51 avant de devenir officiellement IV./JG 51 le 21 novembre. La JG 77 se réduisit donc de nouveau à deux Gruppen, cinq mois à peine après avoir réalisé sa dotation complète.
Le bilan du I./JG 77 en Angleterre s'éleva à 57 victoires pour deux blessés graves, cinq tués et neuf prisonniers. Son déploiement en dent de scie, tant en Pologne qu'en France et en Angleterre, ne permit guère d'engendrer de gros palmarès, en comparaison d'autres unités contemporaines. À l'instar du II./JG 77, le I. dégagea tout de même quelques as, avec en tête Nordmann (8) et Hahn (6). Après 5 succès, l'Oberleutnant Hubert Mütherich pliera bagage pour prendre en charge la 5./JG 54 avec qui il fera monter son palmarès en flèche dans les opérations contre l'URSS. Il ne sera pas le seul puisque bien d'autres anciens du I./JG 77 (Nordmann, Klöpper, Borchers…) finiront par atteindre des sommets.

#### Séjour breton
Arrivé à Brest en plusieurs détachements, le II./JG 77 perdit le 16 novembre onze mécaniciens et quatre membres d'équipage après le crash d'un Ju 52 de transport. Le surlendemain, c'est un pilote de Bf 109 qui se tua à cause d'un problème moteur. À la fin du mois, le III./JG 77 rejoignait également la Bretagne à Dinan tout comme le Stab, ce dernier se rapprochant du II. à Guipavas une semaine plus tard. Du reste, l'activité en cette fin d'année resta assez terne, hormis quelques appareils du Costal Command qui occupèrent un peu le II./JG 77 : un Blenheim descendu le 23 novembre et un autre une semaine plus tard sous les tirs de l'Oberleutnant Carganico pour son 5e succès. Des reconnaissances de Spitfire troubleront également de temps à autre la quiétude du III./JG 77. Déjà triple vainqueur en Norvège, l'Unteroffizier Rudolf Schmidt descendra un dernier Blenheim le 21 décembre 1940,.

#### De la théorie à la pratique
Même après une solide formation, les aviateurs sortis d'écolage manquaient d'expériences une fois lancés dans le grand bain. D'où l'idée émise très tôt de parrainer les novices par des cadres confirmés au sein d'une escadrille d'entraînement affiliée à l'escadre mère. L'Ergänzungsstaffel (Erg.St.) de la JG 77 vit ainsi le jour le 8 octobre 1940 commandé à ses débuts par l'Oberleutnant Walter Hoeckner. Par la suite et jusqu'à sa dissolution le 3 janvier 1942, l'unité devenue entre-temps un groupe (Erg.Gr.) suivra de près les péripéties de la JG 77, tant pour faire monter les cadets en expérience que pour être engagé pleinement au combat suivant les impératifs du moment.

### D'un extrême à l'autre (1941)

#### Derniers combats sur la Manche
Dans le cadre d'une refonte voulue par le Reichsmarschall, un nouveau Kommodore prit la tête de la JG 77, le Major Bernhard Woldenga, 40 ans et ancien de la marine marchande. L'Oberleutnant Walter Hoeckner devint également le nouveau Staffelkapitän de la 6./JG 77,.
La JG 77 reprit le travail dés le 4 janvier 1941 face à une demi-douzaine de Blenheim apparus dans le ciel brestois. Les Britanniques intensifièrent peu après leurs opérations dans la région, attirés par la présence du croiseur lourd Admiral Hipper dans la rade de Brest, et ce durant tout l'hiver. Dix à douze bimoteurs seront abattus pour l'essentiel par le II. Gruppe, avec la première victoire de Walter Hoeckner et un Rudolf Schmidt trois fois vainqueur durant cette période. Le III./JG 77 pour sa part n'obtiendra qu'un seul succès probable et perdra également deux pilotes, dont un découlant d'un tir fratricide. Le 28 mars, la JG 77 apprit sont départ imminent pour Vienne afin de prêter main forte aux Italiens à la peine dans les Balkans.

#### De Marita à Merkur
Le Stab et les II. et III./JG 77 débarquèrent à Deta en Roumanie début avril dans le cadre de l'opération Marita, le Stab prenant également sous son aile les II. et III./JG 54. Les hostilités débutèrent le 6 avril par une escorte de bombardiers au-dessus de Belgrade, suivie du mitraillage des aérodromes. Une dizaine de chasseurs furent revendiqués en l'air et encore plus au sol, dont plusieurs Bf 109 yougoslaves livrés avant guerre ; un pilote allemand posé dans le no man's land parviendra à rentrer trois jours plus tard. Le lendemain, le III./JG 77 s'avança en Serbie puis en Macédoine pour effectuer des frappes dans la région de Prileb. Belgrade tomba cependant rapidement tout comme la neige qui stoppa les opérations dans ce secteur. Les éléments de la JG 54 termineront là leur tour d'opération et remirent leurs machines à la JG 77, laissant cette dernière poursuivre les combats plus au sud.

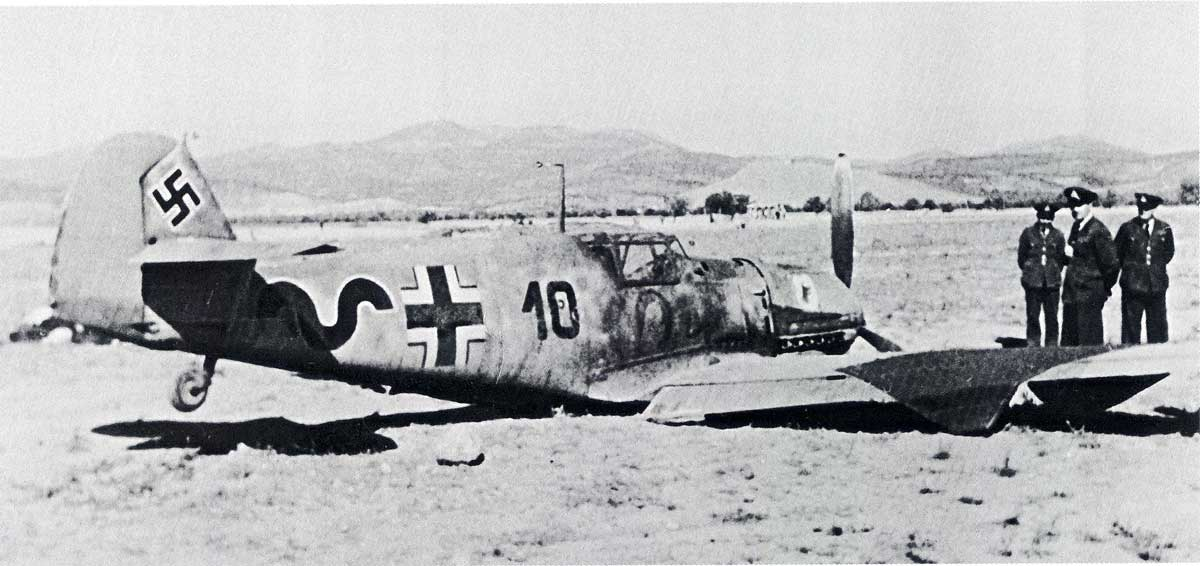
Bf 109E crashé à Larissa en Grèce le 20 avril 1941, probablement abattu par l'as sud-africain Marmaduke Pattle. Le Wolfskopf ornant le flanc du capot moteur et la barre ondulée à l'arrière témoignent de sa filiation au III. Gruppe.

L'escadre frappa ensuite en Grèce dés le 13 avril. Le 15, les terrains d'aviation (en particulier celui de Larissa) constituèrent les premiers gros objectifs mais malgré les importants succès au sol, les défenses anglaises donnèrent du fil à retordre : trois chasseurs abattus, dont celui de l'as Hans-Jacob Arnoldy dont le sort demeure incertain. Le lendemain, c'est cette fois-ci un terrain marécageux qui envoya outre-tombe un sous-officier de la 5. Staffel. Le 17 avril, les Jabo et en particulier le III./JG 77 se mirent en avant en frappant des navires dans la baie de Vólos ; le Staffelkapitän Wolf-Dietrich Huy parviendra à toucher un cargo de 4 000 t. Larissa sécurisé le 19 avril, la JG 77 s'y installa le jour même après des combats disputés, soit une dizaine de victoires, trois Bf 109 descendus et la perte du chef de la 9./JG 77, qui sera reprise par l,Oberleutnant Kurt Lasse, vainqueur la veille d'un bombardier. L'étape suivante, Athènes, réunit l'ensemble de la chasse du VIII. Fliegerkorps sous commandement du Major Woldenga. La dernière semaine d'avril, la JG 77 se concentra sur les objectifs au sol et la destruction de navires, une spécialité dont la 7. Staffel de l'Oberleutnant Huy excella lors de l'évacuation du contingent britannique,. C'était faire fi de la DCA, à l'image du Kommandeur Franz-Heinz Lange dont l'appareil explosa d'un tir ajusté le 23 avril. Seront également abattus l'Oberleutnant Erich Friedrich et le Leutnant Siegfried Freytag, tous deux capturés puis libérés quelques jours plus tard. Le mauvais état des pistes causera cependant davantage de pertes que les combats eux-mêmes. L'escadre revendiqua 27 victoires aériennes et 29 navires pour cinq pilotes tués, et une trentaine de Messerschmitt bons pour la casse. Le reste du matériel ne valait guère mieux, usé à la corde au possible, et pourtant les combats dans les Balkans n'étaient pas encore terminés,.
La ténacité anglaise entraîna de facto l'invasion allemande de la Crète. Ne furent impliqués pour la chasse que les éléments de la JG 77 associés - une fois n'est pas coutume - au I.(J)/LG 2. Ces unités migrèrent en prévision dans la péninsule de Péloponnèse dés le 11 mai, plus exactement sur le terrain poussiéreux de Malaoi près de Sparte, non sans conséquence pour la mécanique. Outre des appareils de la JG 54, la JG 77 dut emprunter au groupe d'attaque II.(S)/LG 2 ainsi qu'à la JG 2, et convoyer d'autres appareils de Roumanie. Au petit matin du 14 mai, une soixantaine d'avions mitraillèrent abondamment le terrain de Maleme et tombèrent sur une poignée de Hurricane, dont au moins deux seront abattus ainsi que deux chasseurs allemands. Un troisième, celui du Leutnant Diethelm von Eichel-Streiber (neveu du Kommandeur von Winterfeldt) reviendra de justesse se poser sur le ventre après un second raid sur l'île, avec un empennage taillé en pièces par les défenses anti-aériennes. Le surlendemain, retour sur Maleme suivi d'une mission d'escorte de Stuka sur la Baie de Souda sous un fort tir de barrage : les Feldwebel Johan Pichler et Herbert Kaiser descendront chacun un Hurricane mais perdront deux camarades (capturés). L'opposition faiblit les deux jours suivants, ce qui permit à l'as Otto Niemeyer d'arrondir son score à 10,,,.
Le 20 mai au matin débuta l'opération aéroporté sur la Crète dite Merkur. La JG 77 escorta les Ju 52 de parachutistes qui subiront de lourdes pertes. La chasse consacra donc l'après-midi à soutenir les troupes, mais la DCA se montra une nouvelle fois redoutable : le Feldwebel Otto Niemeyer périt et son Staffelkapitän et vétéran Berthold Jung ainsi que trois autres pilotes des II. et III./JG 77 furent capturés. 18 autres appareils subiront pas mal de dommages, soit autant que durant toute l'opération Marita,. Maleme sous contrôle, l'ensemble de la JG 77 en mode Jabo épaulèrent des Stuka le 22 mai pour frapper nombre de navires de la Royal Navy, avec des coups au but conjugués sur le croiseur Fiji et le cuirassé Warspite, tandis que les Ju 87 frappaient également d'autres unités navales. Le lendemain, les seules Jabo 5. et 7./JG 77 coulèrent pas moins de cinq vedettes dans la baie de Souda,,. Les combats aériens reprirent le 25 mai avec trois Blenheim et deux Hurricane descendus par le II./JG 77 (triplé de l'Unteroffizier Schmidt qui passa les 10 victoires), mais le Gruppe perdit une nouvelle fois son Kommandeur le Hauptmann Helmut Lenz. Le lendemain sous un soleil brûlant, plusieurs pilotes opérèrent à partir de Maleme jonché d'épaves tout en s'opposant aux assauts aériens britanniques, l'occasion pour l'Oberleutnant Hoeckner d'établir à son tour un triplé,. Faute d'appareils en état, le II./JG 77 cessa ses activités tandis que le III. se posait sur l'île de Kárpathos, l'occasion à la 7. Staffel de frapper le 28 mai une nouvelle fois des navires évacuant la garnison d'Héraklion. Le 29, Erich Friedrich du Stab clôtura la série de victoires de la JG 77 alors en couverture du débarquement des troupes italiennes.
L'opération Merkur terminée, la 77 se refit une santé en Roumanie, et quelques nouveaux Bf 109F vinrent épauler le parc encore constitué majoritairement de la version « E ». Dans l'intervalle, le II. reçut un nouveau Kommandeur en la personne du Hauptmann Anton Mader, un autrichien à la carrure imposante et ancien Staffelkapitän de la 1./JG 2. Frais et requinqués, Stab, II., et III./JG 77 toujours flanqués du I./LG 2 se retrouvèrent fin prêts pour la prochaine offensive à l'Est,.

#### Deuxième du nom
En février 1941, un nouveau I./JG 77 fut activé à Stavanger-Sola pour protéger les convois allemands longeant les côtes norvégiennes et soumis régulièrement à des attaques britanniques. Ce rôle incombait jusqu'ici à des brides des II./JG 77 et ZG 76 demeurés en Norvège après la campagne de Scandinavie. L'unité se développa graduellement en amalgamant de nouveaux pilotes et machines. Difficile à première vue de faire un lien entre ce nouveau I./JG 77 et l'escadre mère, ce Gruppe présentant l'originalité d'être à la fois isolé, indépendant et éclectique. Trois éléments attestent toutefois du lien de parenté : un territoire déjà éprouvé par l'escadre, l'incorporation de pilotes issus du Erg.Gr. JG 77 d'entraînement, et la présence de l'Oberleutnant Horst Carganico, ex adjudant du II./JG 77 et désormais nouveau leader de la 1./JG 77. Le nouveau groupe commandé par le Hauptmann Walter Grommes comprenait usuellement des 2. et 3. Staffel, mais aussi une 4./JG 77 pourtant déjà existante au sein du II./JG 77. Hybride de par nature, l'unité incorporait également des Bf 110 du ZG 76.
Et c'est semble t-il un « Zerstörer » qui remporta le 8 février le premier succès du nouveau I./JG 77,. Les sorties se limitaient alors à l'interception de petites formations ou d'appareils isolés. Trois pilotes perdront la vie dans cette exercice, et une dizaine de Bf 109E durent être rayés des cadres, remplacés par deux douzaines de BF 109T conçus à l'origine pour œuvrer sur porte-avion ,. En juin peu avant l'offensive à l'Est, le I./JG 77 se dota de deux autres Staffeln pompeusement nommées 13. et 14./JG 77, avant de se diviser en deux entités : le Jagdgruppe Stavanger demeura sur place tandis que la Jagdstaffel Kirkenes (incluant 18 Bf 110 d'une nouvelle 1.(Z)JG 77 et du Stab ZG 76) montait dans le grand nord à près de 150 km au nord-ouest de Mourmansk,.
À l'exception de la branche restée à Stavanger, l'opération Barbarossa mobilisa toute la JG 77.

#### Branche armée sud
Les II. et III./JG 77 basés en Roumanie et leur inséparable I.(J)/LG 2 opérèrent sur le flanc droit de la JG 3. Au petit matin du 22 juin 1941, 70 avions lancèrent des bombes à fragmentations sur les aérodromes russes pour un résultat d'environ trente succès au sol et moitié moins en combat aérien. Poursuivant l'avancée du Groupe d'armées Sud, des scores semblables se répéteront les jours suivants, jusqu'à devenir croissants. La perte récente du Kommodore de la JG 27 entraîna le transfert du Major Bernard Woldenga dans cette unité ; l'accompagnera avec lui l'Oberfeldwebel Erwin Sawallisch. La JG 77 sera donc reprise en urgence par le Major et ancien champion olympique Gotthard Handrick. Sonnés par l'attaque surprise, les Soviétiques tentèrent de redresser la situation en envoyant leurs propres bombardiers dès le 24 juin. Mais l'obsolescence du matériel russe, combiné à l'itération des attaques à des heures bien précises, faciliteront grandement leur destruction par une Luftwaffe aguerrie, même en tenant compte des inévitables surestimations. Le 25, le II./JG 77 se mit à l'honneur avec Walter Hoeckner qui se défit de huit bimoteurs SB-2. Le lendemain, 41 adversaires furent descendus, en grande majorité par le III./JG 77 progressivement rééquipé en BF 109F derniers cris ; l'Oberfeldwebel Reinhold Schmetzer revendiqua à cette occasion un quintuplé. Bien d'autres pilotes tiraient alors leurs épingles du jeu, à l'instar des Leutnant Emil Omert et Diethelm von Eichel-Streiber, ce dernier délaissant bientôt le front pour d'autres unités. La fin du mois marqua un coup d'arrêt des attaques de la VVS, qui laissa sur le carreau une bonne centaine d'appareils du fait de la JG 77, elle-même ne perdant que trois pilotes. Les tirs terrestres et les bombes à fragmentation larguées trop bas causaient alors le plus gros des pertes matérielles.

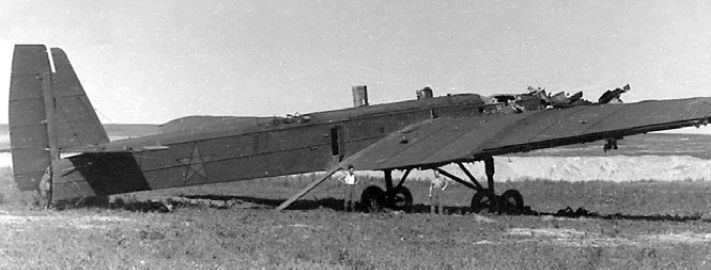
L'épave d'un TB-3 sur le terrain de Bălți en Moldavie occupé par la JG 77 le 21 juillet 1941.

Le 5 juillet arrivèrent les premières Croix de Chevalier pour le leader du III./JG 77 Alexander von Winterfeldt et celui de la 7./JG 77 l'Oberleutnant Huy, ce dernier bien moins pour ses succès aériens que les huit navires coulés dans les Balkans ; l'ex Kommodore Woldenga se verra également décerner cette médaille à titre honorifique,. Après les préliminaires de juin, le tableau de chasse de l'unité monta crescendo en juillet, principalement à l'encontre de chasseurs et lors d'escortes. Le III./JG 77 menait toujours la danse, et plus particulièrement le Staffelkapitän de la 8./JG 77 l'Oberleutnant Kurt Ubben désormais à 24 victoires ; suivaient derrière son ailier Reinhold Schmetzer (18) déjà cité, et Rudolf Schmidt (19) toujours leader du II. Gruppe, avec en embuscade, les chefs des 7 et 9./JG 77 Huy et Kurt Lasse. Environ 150 victoires (pour deux morts et un prisonnier) viendront clôturer le mois. L'avancée du front poussa l'escadre jusqu'à Chișinău, laissant le I.(J)/LG 2 opérer en Roumanie dés le 18 afin d'assurer la défense de l'espace aérien,,. Dans l'intervalle, Reinhard Heydrich fera brièvement son retour au II./JG 77, mais devra se poser en urgence le 22 juillet en Moldavie alors encore tenue par l'ennemi. Sueurs froides pour le Kommandeur Mader qui se rassurera toutefois en voyant le SS-Gruppenführer rapatrié par une unité blindée. Parallèlement, l'Oberleutnant Erich Friedrich laissa la 5./JG 77 à Anton Hackl le 23 juillet pour prendre en charge la 1.(Erg.Gr.)/JG 77 tout en demeurant proche des combats,.
L'Oberleutnant Ubben reprit temporairement le commandement du III. Gruppe au tout début du mois d'août, succédant à von Winterfeldt épuisé qui tira là sa révérence. Pénétrant en territoire ukrainien, la JG 77 ne va rien perdre de sa superbe au cours du mois d'août, avec avantage cette fois au II. du Hauptmann Mader. Les deux groupes abattaient régulièrement quantité d'adversaires par jour, offensivement comme défensivement, avec une pointe à 22 victoires le 12 août,, un tiers pour l'Oberfeldwebel Eugen Wintergerst (déjà quadruple vainqueurs trois jours avant) et de manière insolite : lors d'un vol test, l'aviateur tomba sur des SB-2 attaquant le terrain et en descendit sept. Problème, il ne portait sur lui qu'un simple…maillot de bain, ce qui n'incita pas l'intéressé à quitter son cockpit lorsqu'un haut gradé présent sur place insista pour le féliciter,. Wintergerst est issu de la 4. Staffel de l'Oberleutnant Heinrich Setz, lui-même en vogue avec un score de 14, une escadrille qui vit encore éclore le Leutnant Herwig Zuzic et le jeune Unteroffizier Ernst-Wilhelm Reinert, future pépite de la JG 77 mais aussi rebelle perpétuel envers l'autorité. Ne seront pas en reste les Oberleutnant Lasse et Ubben (20 et 32 succès). Une nouvelle Croix de Chevalier viendra cependant récompenser le vétéran Rudolf Schmidt le 30 août, après que ce dernier eut franchit la barre des 25 succès cumulés depuis la campagne de Norvège,.

#### Entre deux mers
Le 3 septembre, Kurt Ubben reçut à son tour la Ritterkreuz pour 32 victoires, mais également 26 avions et 15 blindés détruits au sol ; le lendemain, l'homme passa officiellement Kommandeur du III./JG 77. Une fois la tête de pont établie sur le Dniepr dans la région de Beryslav, les II. et III./JG 77 poursuivirent leurs belles moissons en protection des troupes au sol. Ils poussèrent ensuite jusqu'à Tchaplynka aux portes de la Crimée malgré l'omniprésence de l'aviation soviétique, et contribuèrent également à frapper les unités navales afin d'entraver toute retraite par la mer d'Azov. Avec 2 142 sorties, quelque 200 victoires et de nombreux navires touchés en septembre, quantité de pilotes avaient augmenté leur palmarès de façon significative, en particulier les sous-officiers de la 7./JG 77 Eduard Isken, Johann Pichler ou encore Georg Seckel. Les as Huy, Schmetzer et Schmidt sont en revanche absents, peut être pour cause de blessures. D'autres se rapprochent ou dépassent les 20 victoires, à l'instar du Hauptmann Mader, de l'Oberleutnant Setz, du Leutnant Omert ou encore de l'Oberfeldwebel Herbert Kaiser. Zuzic et Wintergerst se distingueront pour leur part par une alliance fortuite avec les Soviétiques après être entrés en collision. Kurt Lasse n'aura pas cette chance : après une progression spectaculaire en septembre, l'as périra le 8 octobre en percutant également son ailier au-dessus de Perekop ; ses 39 victoires lui vaudront posthumément la Croix de Chevalier,. La JG 77 jusqu'ici relativement épargnée perd ainsi son premier grand « Experte ». En poursuivant son parcours jusqu'à Marioupol, l'unité retrouvera de nouveau le I./(J)LG 2 le 12 octobre, un mois où s'ajouteront encore près de 200 avions descendus, 23 pour la seule journée du 15, avec en tête l'incontournable Kurt Ubben et ses désormais 54 victoires,.
Lors de la première quinzaine de novembre et sous des températures négatives, les deux Gruppen prirent un chemin différent. Le III./JG 77 et le Stab plongèrent au sud pour le terrain de Sarabuz, une petite localité à une vingtaine de km de Simferopol avec en ligne de mire la base navale de Sébastopol. Position stratégique oblige, le IV. Fliegerkorps donna alors priorité aux attaques anti-navires sur la mer Noire, ce qui n'empêcha pas les confrontations aériennes,. La venue du General der Jagdflieger Werner Mölders permit en outre, et démonstration non officielle à l'appui, de lever les doutes quant à la difficulté de descendre les robustes Il-2 Sturmovik récemment utilisés par la VVS. La seconde quinzaine mobilisa davantage le II./JG 77 resté à Marioupol en appui de la 1. Panzerarmee sous menace d'une contre-attaque dans la région de Rostov. L'Oberleutnant Setz en profita pour dépasser les 40 victoires, devenant ainsi le nouveau leader du II. Gruppe, empochant par la même occasion la Croix de Chevalier en fin d'année. Très diminué en matériel, le II./JG 77 se retirait entre-temps des opérations pour plusieurs mois de repos et rééquipement. Pour compenser, le III. se scinda en deux, une partie remontant à Marioupol avec le I.(J)/LG 2 pour mener principalement des mitraillages au sol. L'autre demeurait en Crimée à Sarabus, avant que l'entièreté du Gruppe ne se mobilise en ce lieu dans le cadre de l'offensive allemande sur Sébastopol le 17 décembre. Cantonné sur place durant tout l'hiver, le III./JG 77 devra faire face à la résistance soviétique de la ville ainsi qu'aux troupes russes débarquées à revers à Feodossia.
La JG 77 du Groupe d'armées Sud réalisa quelque 900 victoires depuis le début de la campagne à l'Est, tout en ne perdant que 25 pilotes (16 tués, 6 disparus et 3 prisonniers), des chiffres qu'il convient désormais de compléter par ceux réalisés par leurs camarades établis sur le front arctique, quelques 2 500 km plus au nord.

#### Extrême nord
Pour le I./JG 77 basé à Kirkenes, la campagne de l'Est débuta avec une première victoire le 24 juin, suivie de deux autres le lendemain et surlendemain des tirs du Leutnant Heinrich Lesch et du Feldwebel Hugo Dahmer, déjà neuf fois vainqueur en 1940 avec la JG 26. Les 28 et 29 juin arrivèrent les premières grandes confrontations - 16 victoires en deux jours - dont cinq pour Dahmer qui devient ainsi le premier as du front Arctique. Mais le Hauptmann Alfred von Loijewski chef de la 14./JG 77 entra en captivité après avoir été touché par la DCA. Une grande partie du groupe s'avança peu après à Petsamo 40 km plus à l'Est ; 100 km de Toundra plus loin, Mourmansk et sa ligne de ravitaillement ferroviaire reliant Moscou, dans ce qui constituera le principal terrain de jeu de la Jagdstaffel Kirkenes. Il convient toutefois de souligner l'absence d'archives sur les opérations menées dans le grand nord, et donc l'historique des victoires déclarées. Opérant en soutien des troupes du Général Dietl sur le fleuve Zapadnaïa Litsa, les Messerschmitt réalisèrent également des patrouilles maritimes, en témoignent des succès remportés le 11 juillet sur des hydravions PYA-1 construits sous licence, l'un d'eux faisant le 13e de l'Oberleutnant Horst Carganico, l'autre pointure du I./JG 77 à cette période. Côté Zerstörer dominent le Hauptmann Gerhard Schaschke du Stab ZG 76, ainsi que l'Oberleutnant Felix-Maria Brandis, Staffelkapitän de la 1.(Z)JG 77 et quintuple vainqueur rien que pour les dix derniers jours de juillet. Ses deux derniers adversaires du 30 juillet portaient pourtant des cocardes britanniques. En effet une semaine auparavant, la Fleet Air Arm dépêcha les porte-avions HMS Victorious et Furious et huit autres navires pour attaquer Kirkenes et Petsamo. Débusqués dans l'après-midi du 30, la cinquantaine d'Albacore, Swordfish et autres Fulmar décollés des navires tombèrent sur un véritable nid de frelons et perdirent seize des leurs contre deux machines allemandes,.
Les patrouilles maritimes et les escortes de bombardiers reprendront ensuite comme à la coutumière. Pour ses 22 victoires, l'Oberfeldwebel Dahmer se vit octroyer la Croix de Chevalier le 1er août. L'as prenait ses adversaires par surprise bien guidé par radar Freya. Le Hauptmann Gerhard Schaschke faisait de même en se servant d'ailiers pour appâter l'ennemi, mais se fera lui-même descendre le 4 août après 20 victoires et trois bateaux coulés.. Par ailleurs, trois pilotes de la 14./JG 77 disparaîtront en août, dont le Leutnant Hans Mahlkuch titulaire de 16 victoires. Accaparée par les mouvements de la Wehrmacht, la Luftwaffe délaissa le convoi Dervish et le HMS Argus porteurs de Hurricane et leurs pilotes. Appuyant un temps les Soviétiques, ces derniers descendirent un Hs 126 et un Bf 109 le 12 septembre contre une perte, prémices de l'adaptation en masse du Hurricane par les forces russes.

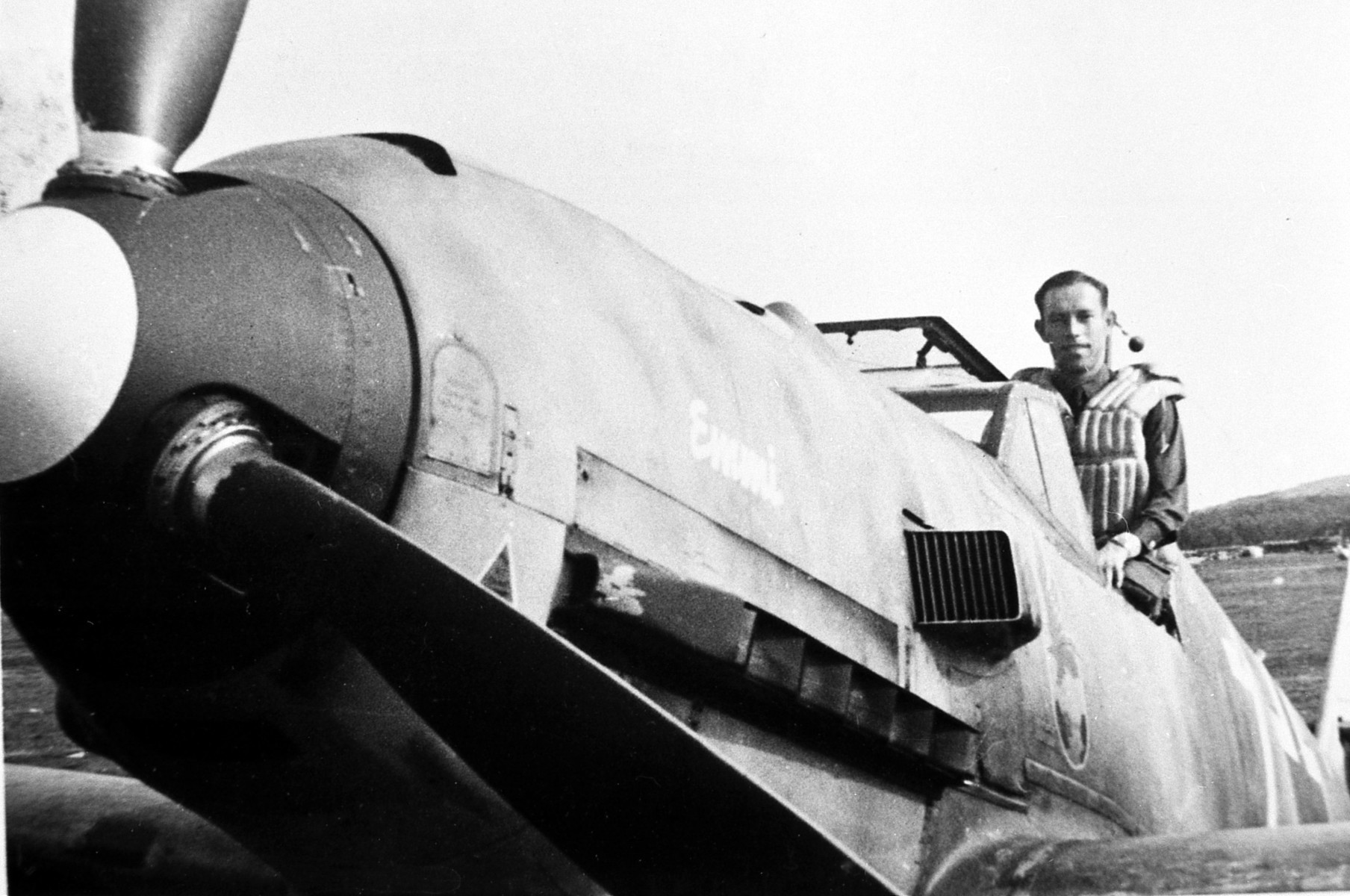
Le Leutnant Heinrich Ehrler pose pour la photo à bord de son Bf 109 à Stavanger-Sola en été 1941. Cet appareil pourrait aussi bien être une version E ou T.

Le front se figea à la mi-septembre et le I./JG 77 de Petsamo - renommé entre-temps Jagdgruppe z.b.V. - fit émerger dans ses rangs un autre futur grands as de l'Arctique, l'Unteroffizier Rudolf Müller tandis que l'Oberleutnant Brandis officialisait son 10e succès le 15 septembre. Dix jours plus tard, le Staffelkapitän Horst Carganico reçut à son tour la Ritterkreuz pour ses 27 victoires. En octobre et avec le raccourcissement des journées, les opérations diminuèrent avec pour résultat « seulement » 26 succès, dont sept dans la journée du 24 pour la seule 1.(Z)/JG 77. Victorieux ce jour-là un autre futur Experte, le Feldwebel Theodor Weissenberger. D'autres pilotes à l'instar du Feldwebel Florian Salwender commençaient à se faire un nom, mais la clarté du jour déclinant, les différentes unités (à l'exception de la 14./JG 77) se retirèrent peu à peu à Alakurtti. La 13./JG 77 demeura sur place pour opérer depuis le lac gelé de Kiestinki localisé à 50 km de la ligne de chemin de fer, tandis que les autres unités se replièrent au sud de la Norvège pour une période de repos.

#### Surveillance méridionale
Évoluant de façon indépendant à Stavanger, le reste du I./JG 77 composait l'ombrelle de couverture face aux incursions sporadiques britanniques, une tache somme toute similaire au II./JG 77 un an plus tôt. Le Jagdgruppe Stavanger jouait alors un rôle purement défensif, évoluant au gré des attaques de bimoteurs anglais, des missions qui remporteront quelques succès, mais aussi des pertes comme le 2 juillet où deux Bf 109 disparaîtront en mer pour raison inconnue. L'unité sera peu sollicitée lors de la seconde moitié de l'année et condamnée à l'inactivité. Aussi, chaque décollage ou vol d'essais s'avéreront nécessaires pour maintenir les capacités opérationnelles. Le 8 septembre se déroula une sortie notable lorsque le Leutnant Alfred Jakobi descendit au nord de Kristiansand un B-17C, un des premiers fournis à la RAF, l'Unteroffizier Karl-Heinz Woite faisant de même un peu plus tard au large de Stavanger. À l'automne, les pilotes des 2. et 13./JG 77 montèrent au nord pour relever leurs frères d'armes oeuvrant à l'Est, donnant l'opportunité à certain de combattre pour la première fois les appareils de l'armée rouge, à l'instar du Leutnant Heinrich Ehrler, autre futur grosse pointure de la Luftwaffe. Le 27 décembre, des Blenheim endommagèrent lourdement l'aérodrome de Herdla ce qui occasionna de nombreuses pertes parmi le personnel non naviguant ; une poigner de Messerschmitt parviendront néanmoins à décoller et descendre au moins deux assaillants loin en mer.
Environ 260 victoires peuvent être imputées au I./JG 77 version 1941, dont 4/5 face à la VVS. Totalement indépendant du reste de la JG 77, le groupe servit finalement de base à la création de la nouvelle JG 5 en janvier 1942. À l'instar du premier I./JG 77 de l'année précédente, cette nouvelle mouture aura néanmoins contribué à l'éclosion de bon nombre d'as.

### Du front oriental au front méridional (1942)

#### Intégration
Par la force des choses, la JG 77 absorba le I.(J)/LG 2 le 6 janvier 1942 qui devint I./JG 77 troisième du nom, une assimilation somme toute logique au vu de sa promiscuité récurrente avec l'escadre mère. Officiellement une unité d'instruction avancée, le I.(J)/LG 2 agissait en réalité dés le début de la guerre comme un groupe pleinement opérationnel, avec une pléiade d'as confirmés. Le premier d'entre eux, le Kommandeur et Hauptmann Herbert Ihlefeld porteur les feuilles de chêne compte alors près de 60 victoires, sans compter ses 9 acquises en Espagne. Son ailier au Stab le Leutnant Friedrich Geisshardt titulaire de la Ritterkreuz détient un score proche de 30. Les Oberleutnant Erwin Clausen, Friedrich-Wilhelm Strakeljahn et Werner Tismar sont les trois Staffelkapitän de l'unité à laquelle ils appartiennent depuis le début, Clausen et Tismar gravitant notamment autour des 15 victoires,,. Contrairement au III./JG 77 qui volait exclusivement sur Bf 109F, ce nouveau I./JG 77 mixait encore les versions E et F. Combats mis à part, la rudesse de l'hiver réduisit sensiblement l'effectif total des deux Gruppen à seulement 22 chasseurs.
Fixés respectivement à Marioupol et Sarabus, les I. et III./JG 77 (associé au Stab) devaient faire face à un regain des Soviétiques désireux de reprendre leurs territoires perdus, tant dans la région de Taganrog qu'en Crimée. Le 5 janvier 1942, le III. apporta sa contribution pour repousser une tentative d'un débarquement à Eupatoria. Dix jours plus tard, le groupe et le Stab soutinrent une offensive pour sécuriser Féodosia. Non moins sollicité, l'unité du Hauptmann Ihlefeld finit par monter à Stalino pour appuyer l'infanterie aux prises avec les troupes adverses dans la région d'Izioum. Cependant, la très forte baisse des températures figea le front, entraînant de surcroît une baisse drastique des vols. Un seul pilote de l'escadre sera perdu lors de ces opérations, et deux autres se tueront à cause de la météo le mois suivant. Durant cette période, la JG 77 revendiqua quelque 140 victoires malgré des pistes enneigées et le froid intense. Seront particulièrement actifs l'Oberleutnant Clausen et un de ses ailiers à la 1. Staffel, le Leutnant Günther Hannak, vainqueurs chacun d'une quinzaine d'adversaires. Désireux de passer dans la chasse de nuit, l'Oberleutnant Hans-Wilhelm Schöpper céda également la 8./JG 77 au Leutnant Emil Omert,.

#### Recrudescence
Dés les premiers dégels, les I. et III./JG 77 reprirent activement leurs opérations au 1er mars. Dix jours plus tard, le II. requinqué entama également son retour au front. L'Oberleutnant Huy devra à l'inverse le quitter pour plusieurs mois après avoir été blessé le 11 mars par un tir « ami » terrestre après son 38e succès. Le III./JG 77 se consolera le lendemain avec la nomination pour les feuilles de chêne du Kommandeur Ubben suite à son 69e avion abattu, ainsi qu'avec la nouvelle Ritterkreuz décernée à Emil Omert quelques jours plus tard pour ses 45 victoires. Entre-temps, les Soviétiques mettaient la pression en Crimée et le III. put se réjouir du retour du II./JG 77 du Hauptmann Mader. Réunis à Sarabus, ces deux Gruppen remportèrent conjointement 41 victoires aériennes le 19 mars, avant que le III./JG 77 ne prenne enfin congé deux jours plus tard pour une période de repos méritée. Qu'à cela ne tienne, le II./JG 77 termina la seconde quinzaine avec brio, soit une cinquantaine de victoires depuis son retour, les officiers comme Siegfried Freytag et Heinrich Setz et d'autres soignant particulièrement leurs scores. Évoluant seul 500 km au nord-ouest, le I./JG 77 ne fut pas moins sollicité, en témoignent les 19 succès du seul Erwin Clausen, et les 20 tirs réussis en seulement deux semaines de son Kommandeur Herbert Ihlefeld dont un septuplé réalisé le 30 mars. En tout, la JG 77 descendit plus de 200 avions russes au cours du mois, mais l'intensité des combats réduisaient considérablement la disponibilité des machines, sans compter les sept pilotes tués lors de ces opérations,.
Le 6 avril, l'escadre perdit son as le plus ancien encore en lisse, l'Oberfeldwebel Rudolf Schmidt qui disparaît près d'Eupatoria après un 42e et derniers succès. En attendant, le Hauptmann Ihlefeld déroule tout comme son ailier l'Oberleutnant Friedrich Geisshardt, avec 40 appareils défaits ensemble au cours du mois, le premier franchissant les 100 victoires, le second approchant les 70,. À la fin du mois, le patron du I./JG 77 se présentera devant le Führer pour recevoir les glaives, en compagnie de Wolf-Dietrich Huy qui se verra remettre les feuilles de chêne malgré un bras en écharpe. Cité à maintes reprises dans les communiqués de l'armée, le I. Gruppe perdra cependant le 26 avril le Hauptmann Werner Tismar, qui percuta vraisemblablement une ligne à haute tension en approche de Stalino ; le chef de la 3. Staffel - reprise par Geisshardt - détenait 27 victoires en 550 missions,. Les I. et II./JG 77 se partagèrent près de 120 succès en avril tout en ne perdant que trois pilotes, et pourtant, l'escadre allait encore monter en puissance avec les conditions climatiques plus clémentes des semaines suivantes. L'avancée dans le Caucase nécessita aussi la protection des raffineries roumaines, une tache confiée à la fin du mois aux Messerschmitt de la 1./JG 77.

#### La question Crimée
Le 8 mai, le III./JG 77 fit son retour mais sur le front du Donets où les Soviétiques bousculaient la Wehrmacht sur Kharkov. Installé à Konstantinovka, le Gruppe scora une trentaine d'appareils du 11 au 13 mai, avec à l'honneur les sous-officiers Reinhold Schmetzer, Wilhelm Baumgartner, Herbert Kaiser et Georg Seckel, tous tournant dans les 30 victoires.

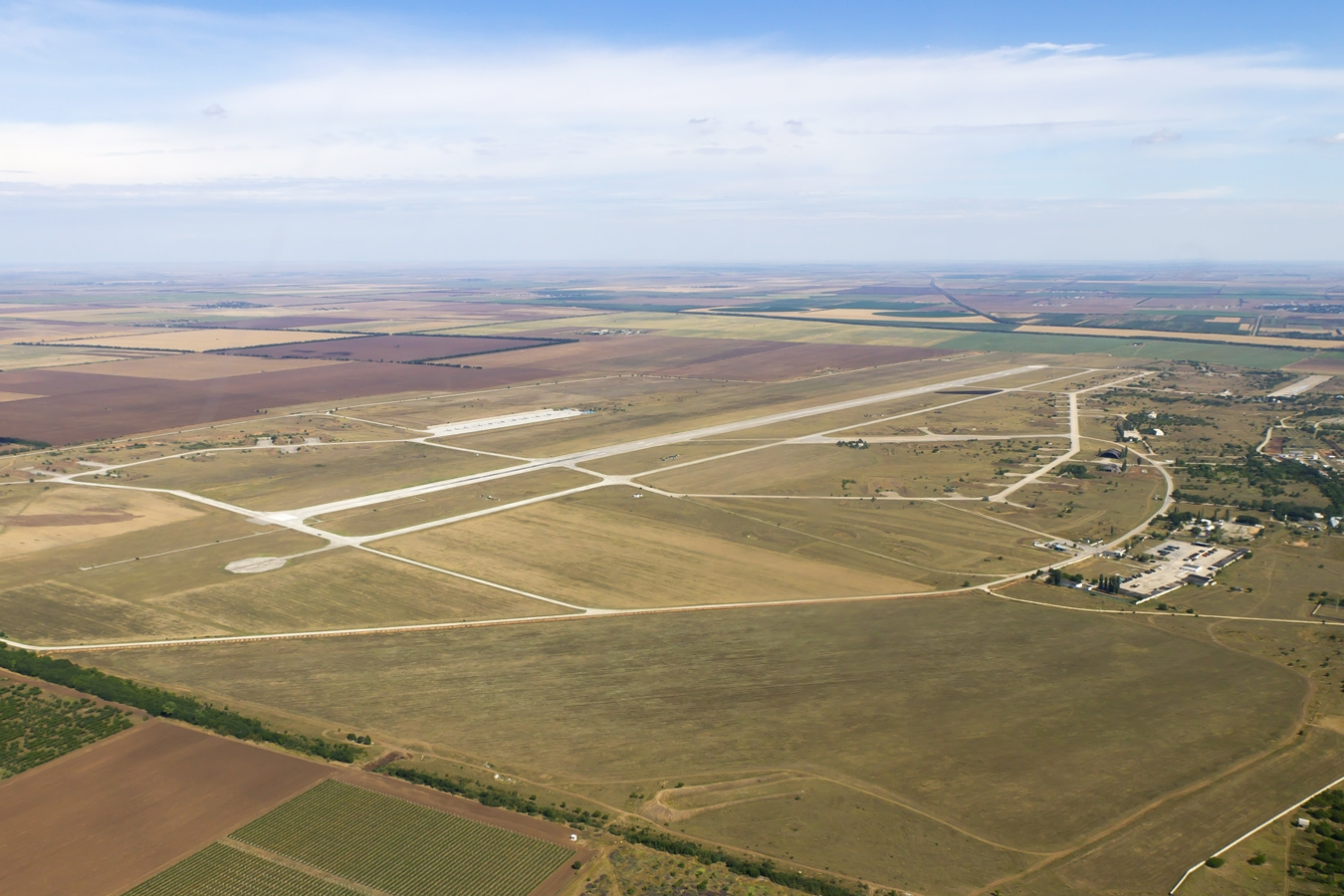
Base aérienne de Hvardiïske (ou Sarabuz en tatar de Crimée) fut l'un des terrains de jeu de toutes les composantes de la JG 77 en Crimée entre novembre 1941 et juin 1942.

Pendant ce temps-là, les deux premiers groupes se réunissaient début mai dans le cadre de l'opération Trappenjagd visant à s'emparer de la péninsule de Kertch. Une série de missions d'escorte et de chasses libres permirent de soutenir l'offensive déclenchée le 8 du mois, conjointement avec le III./JG 52 où pullulaient là aussi quantité d'as,. Lors de la seconde quinzaine intervinrent deux changements majeurs, avec le départ d'Herbert Ihlefeld pour la JG 51, remplacé par un autre porteur des glaives et provenant de cette même unité, le Hauptmann Heinrich « Heinz » Bär. Le Major Handrick quitta également ses fonctions de Kommodore de la JG 77 au profit du Major Gordon Gollob qui pour sa part, a fait l'essentiel de ses armes à la JG 3. Tournant autour des 90 victoires, les deux nouveaux venus aux caractères diamétralement opposés vont se surpasser pour accrocher leur 100e en quelques jours à peine, Bär atteignant finalement ce score le 19 mai, Gollob le lendemain,,. Ils ne seront pas les seuls à se démener, les Leutnant Günther Hannak (1./JG 77), le Feldwebel Ernst-Wilhelm Reinert (4./JG 77) et l'Oberleutnant Siegfried Freytag (6./JG 77) décrocheront chacun une quinzaine de victoires sur Kertch, tous trois dépassant désormais les 40 victoires. Avec un palmarès respectif de 52 et 51, les Staffelkapitän Erwin Clausen et Anton Hackl se verront également tous deux décerner la Croix de Chevalier les 22 et 25 mai.
Les succès allemands dans la péninsule leur permirent de se focaliser de nouveau sur la forteresse Sevastopol, impliquant le retour du II./JG 77 à Sarabuz puis Oktoberfeld à la fin du mois de mai, suivis des I. et du III. quelques jours plus tard, donnant l'opportunité à l'ensemble de l'escadre d'opérer pour la première fois sur un seul et même objectif. En comparaison de Kertch, les aviateurs de la marine soviétique de Sevastopol et jusqu'aux équipages d'hydravions feront preuve d'endurance, mettant à rude épreuve les nerfs de la JG 77 durant une bonne partie du mois de juin et réciproquement. Anton Hackl en particulier, 11 fois vainqueur dans ces opérations, et reconnaissable de ses adversaires par un « Z » sur le flanc de son Bf 109, était devenu la bête noire et une cible à abattre. Le Major Gollob manquera lui-même de se faire tuer, mais le noyau dur de l'élite soviétique finit par s'estomper, faisant finalement pencher la balance du côté allemand. Dés le 11 juin, le I./JG 77 du Hauptmann Bär se désengagea pour revenir s'installer dans la péninsule de Kertch fraîchement conquise. Le III./JG 77 d'Ubben prendra le chemin identique le 28 juin et poursuivra conjointement les combats au-dessus du détroit. Seul le II./JG 77 verra la chute de Sevastopol début juillet, son dernier succès dans cette campagne remontant au 23 juin sur un biplan intercepté par le Hauptmann Setz,.
Le séjour de la JG 77 en Crimée au cours des mois de mai et juin fut particulièrement chargé, avec quinze pilotes portés manquants (tués ou capturés) pour plus de 400 victoires enregistrées et multitude de décorations. Ainsi dés le 23 juin, Gordon Gollob reçut les glaives pour 107 victoires. Le même jour, Heinrich Setz recevra les feuilles de chêne tout comme l'Oberleutnant Geisshardt, crédités respectivement de 81 et 82 succès. Le 1er juillet, le Feldwebel Reinert gagna la Ritterkreuz pour un score établi à 53. Décoration identique deux jours plus tard pour Siegfried Freytag avec 49 avions abattus et 12 appareils détruits au sol. Il deviendra par ailleurs Staffelkapitän de la 1./JG 77 en lieu et place d'Erwin Clausen qui pour sa part prendra la tête de la 6. Staffel. Bien d'autres ne sont et ne seront pas en reste, à l'instar du Feldwebel Franz Schulte de la 4./JG 77 et proche des 40 victoires.

#### Dernier round
Une fois n'est pas coutume, la JG 77 se divisa à nouveau puisque le I./JG 77 quitta la Russie début juillet pour Comiso en Sicile et ainsi ouvrir une nouvelle épopée. Le III. demeura sur Kertch rejoint par le II. qui repartit néanmoins aussitôt plus au nord sur l'axe Koursk-Voronej dans le cadre de l'opération Fall Blau,. Parallèlement, des éléments de la 1./JG 77 demeuraient toujours en protection de la Roumanie avec un roulement constant de pilotes. Nommée Ölschutzstaffel Ploesti, l'unité trouva l'opportunité d'abattre un B-24 le 12 juin par l'intermédiaire du Leutnant Heinz-Edgar Berres lors d'un raid américain. Désormais commandée par le Leutnant Günther Hannak également récent Ritterkreuträger pour ses 40 victoires passées, l'Ölschutzstaffel amena finalement à la création du tout nouveau I./JG 4 quelques semaines plus tard, incorporant plusieurs anciens de la JG 77,.
Cette dispersion des forces, qui plus est à l'orée d'une offensive majeure qui aurait nécessité quatre fois plus d'appareils, ne pouvait que nuire à une Luftwaffe toujours plus éparse. Durant ses quatre derniers mois de présence à l'Est, et quoi qu'amputée de son I. Gruppe, la JG 77 va cumuler 775 victoires aériennes, dont plus de la moitié en juillet, la part du lion revenant au II./JG 77 qui va faire bombance. Aux leaders déjà aguerris se joignirent bientôt d'autres pilotes dont les carnets de vol ne tarderont pas à se remplir, et rares seront ceux n'ayant pas un palmarès à deux chiffres,. Le Kommandeur Anton Mader gagna la Croix de Chevalier le 15 juillet, peut être moins pour ses 40 victoires personnelles que par les performances de son Gruppe. La poussée la plus spectaculaire viendra d'Erwin Clausen avec pas moins de 45 victoires en juillet et la 100e atteinte le 22, ce qui lui vaudra les feuilles de chêne. Déjà porteur de cette décoration, Heinrich Setz atteindra ce même score deux jours plus tard mais entièrement au sein de la seule JG 77. Le 6 août enfin viendra récompenser le Hauptmann Hackl après avoir lui aussi franchi la barre des 100,. Pour sa part, le réfractaire Ernst-Wilhelm Reinert se paiera le luxe de descendre huit adversaires le 17 juillet avant d'être abattu et blessé une semaine plus tard. La 4. Staffel à qui il appartient vit également la montée du Leutnant Jürgen Brocke tandis que la 5./JG 77 voit celle du Leutnant Franz Hrdlicka et la belle percée de l'Unteroffizier Alexander Preinfalk, mais également la perte de l'Unteroffizier Adolf Ebert (21 victoires). À la 6./JG 77 et outre le Feldwebel Schulte au palmarès déjà fourni, se distingueront les Leutnant Johann Badum et Lutz-Wilhelm Burkhardt.
Bien moins sollicité, le III./JG 77 remonta plein nord à Kharkov le 21 juillet dans le but de se rééquiper en Bf 109G-2 et laissa ses anciens chasseurs au II./JG 77. Les nouveaux appareils n'étant pas encore disponibles, les hommes du Hauptmann Ubben bénéficieront alors de plusieurs semaines de repos. Les 12 août, le II. revendiqua 40 appareils mais perdit un as capturé et deux autres tués dont Franz Schulte (46 victoires) qui recevra posthumément la Ritterkreuz,,. Le lendemain, une trentaine de victoires furent de nouveau établies, mais avec l'arrivée de la Wehrmacht aux portes de Stalingrad, le front de Voronej s'essouffla. À contrario, le Major Gollob fera grimper son tableau de chasse à 150 : avec pareil score inédit dans la Luftwaffe, l'officier recevra le 30 août les brillants dont il sera le troisième récipiendaire. L'aviation soviétique tentait bien de frapper la Luftwaffe sur ses bases, mais cela se retournait souvent contre elle, comme le 5 septembre où le II./JG 77 descendit plus de 20 appareils pour un seul Bf 109 endommagé. Le III./JG 77 fera son retour au combat le 6 septembre mais sur le front de Leningrad pour des missions d'escorte et de surveillance. Wolf-Dietrich Huy rejoindra aussi son groupe pour reprendre la 7. Staffel, Emil Omert tenant toujours la 8., le Leutnant Horst Marotzke la 9./JG 77. Les combats engendraient peu de pertes en comparaison des succès, mais n'épargnaient pas les as pour autant. Le 15 septembre, Jürgen Brocke réalisa un quadruplé mais disparut touché par la DCA ; ses 42 victoires lui vaudront lui aussi la Croix de Chevalier. Le 2 octobre, c'est l'Unteroffizier Robert Wolter (32 succès) qui ne revient pas après une collision aérienne. Au contraire, le Feldwebel Reinert de retour au front se joue bien de ses adversaires et atteindra à son tour les 100 victoires le 3 octobre, synonyme des feuilles de chêne. Avec la moitié de ce score, Alexander Preinfalk, Johann Badum et Lutz-Wilhelm Burkhardt gagneront également la Ritterkreuz deux semaines plus tard,.
Au début du mois, l'escadre opéra un changement officiel de commandant, avec l'arrivée du Major Joachim Müncheberg : l'as 83 fois vainqueur à l'Ouest et en Méditerranée avec la JG 26, vient d'en remporter 33 autres en deux mois avec la JG 51, ce qui lui valut les glaives. Talentueux et charismatique, la JG 77 ne pouvait rêver mieux comme nouveau leader. L'officier ne prendra toutefois son poste que sur le tard, et le 11 octobre, le III./JG 77 reçut l'ordre de remballer hâtivement pour Munich. Le 7 novembre, un ordre similaire viendra au II./JG 77 du Hauptmann Anton Mader qui remporta l'ultime succès soviétique de son groupe le 31 octobre précédent. ,,. Raison de ce changement brusque d'affectation, l'Afrique, terrain de chasse de la JG 27 qui, trop épuisée, doit maintenant céder sa place au-dessus des sables du désert.

#### Au départ de Comiso

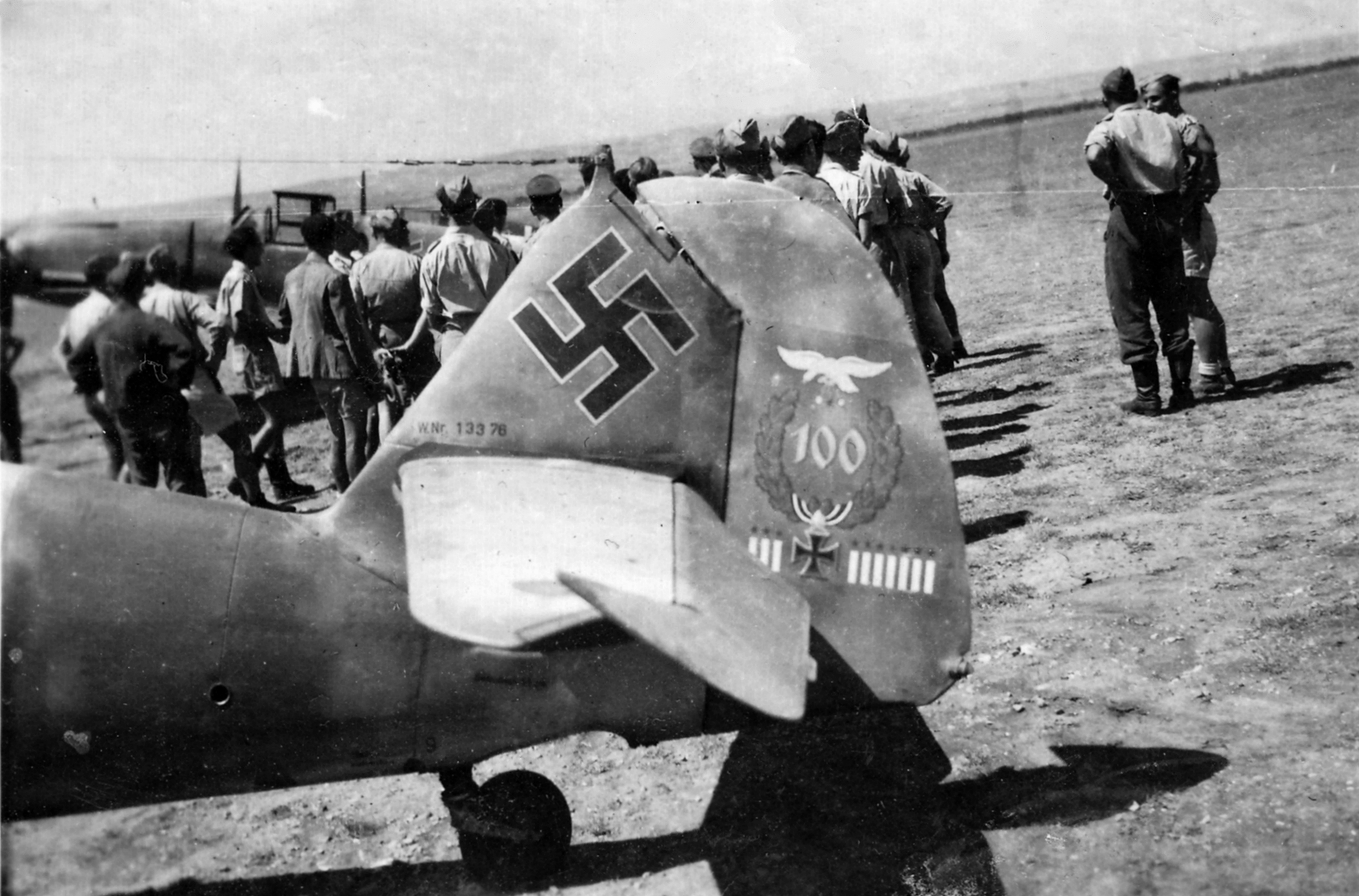
La dérive de l'appareil du Hauptmann Heinz Bär, Héraklion juin 1942, lorsque le I./JG 77 fit étape en Crète pour rejoindre la Sicile.

Comme vu plus haut, le I./JG 77 du Hauptmann Bär délaissait ses camarades pour le front Sicilien début juillet 1942, avec pour objectif Malte. Depuis un moment déjà, la Luftwaffe peinait pour prendre cette île tout en s'efforçant de soutenir les opérations de Rommel en Afrique. Malte faisait l'attention des appareils italiens et du II./JG 53, le tout chaperonné par le Stab JG 53 du Major Günther von Maltzahn. Cette unité fournit au nouveau venu quelques Bf 109E encore en lisses afin de compléter les manques, qui seront cependant très vite remplacés pour obsolescence évidente. Le 6 juillet, le I./JG 77 put jauger de l'efficacité des défenses maltaises, tant anti-aériennes qu'aériennes. Cependant, les pilotes du Gruppe démontrèrent toutes leurs efficacités en effectuant de nombreux aller retours sur l'île pour se confronter aux Spitfire. Dans cette exercice, le chef de la 1./JG 77 et intrépide Siegfried Freytag va tout particulièrement se démarquer, gagnant le sobriquet du « lion de Malte », avec 21 victoires remportées à l'issue de cette campagne de quatre mois. Il sera lui-même abattu le 27 juillet et manquera d'être capturé, mais un hydravion Do 24 le repêchera sur le fil, et l'as continuera imperturbablement sa série de victoires.
Le I./JG 77 participa à l'opération Pedestal du 9 au 15 août, avec un déplacement à Elmas en Sardaigne. Le 12, quatre Hurricane décollés des porte-avions firent les frais du groupe, mais l'importance du convoi permit à cinq navires de fournir à Malte des renforts aériens conséquents. Ainsi requinqués, les Britanniques augmentèrent leurs incursions sur la Sicile fin août, accentuant la charge de travail des chasseurs des JG 53 et 77. Les deux unités n'engendreront pas davantage de succès pour autant, mais verront au contraire décroître leur parc de machines, avec à peine plus d'un tiers de chasseurs opérationnels. Le I./JG 77 délaissera alors l'île en septembre pour se consacrer aux reconnaissances aériennes et aux patrouilles, rééquipé dans la foulée de Bf 109G-2 flambant neufs. Les assauts sur Malte reprirent le 11 octobre avec pour conséquence une intensification graduelle des combats, et la revendication de neuf Spitfire le 13 octobre et douze autres le lendemain. Cependant, les pertes en bombardiers Ju 88 mirent fin aux raids de jour. Le I./JG 77 s'aventura encore sur l'île jusqu'au 25 octobre dans une escorte de Jabo du I./Sch.G.2, avant d'être appelé le lendemain en Afrique du nord où la seconde bataille d'El Alamein venait de débuter.
L'historique du I./JG 77 en Sicile et la Sardaigne fait état de 80 à plus de 100 appareils abattus, incluant ceux probables et endommagés, des chiffres toutefois supérieurs aux pertes anglaises déclarées. Le Gruppe perdit huit pilotes tués ou capturés, miné par des conditions de vol difficiles, entre fortes températures, longs survols de la mer et précision de la DCA. Outre l'Oberleutnant Freytag ne démériteront pas le Leutnant Armin Köhler, l'Oberfeldwebel Walter Brandt, l'Oberleutnant Fritz Geisshardt ainsi que le Leutnant Heinz-Edgar Berres du Stab I./JG 77, avec une dizaine de victoires pour ces trois derniers. De son côté, le Hauptmann Bär (peut-être malade) ne renouera le succès qu'en octobre,.

#### Les dunes nord-africaines
Après un rééquipement en Bf 109 tropicalisés et plusieurs escales en Méditerranée, le III./JG 77 de Kurt Ubben rejoignit également l'Afrique le 27 octobre, le même jour que le I./JG 77. Forts de leurs succès à l'Est, les hommes sont confiants mais vont cependant vite déchanter sur ce théâtre d'opération si particulier. Dés le premier jour, l'Oberfeldwebel Herbert Kaiser s'adjugea deux P-40 mais reviendra à pied après avoir lui-même été abattu. Le 28, le Hauptmann Wolf-Dietrich Huy officialisa son 40e succès mais terminera le lendemain dans les geôles britanniques après éjection. Le 30, le I./JG 77 remporta à son tour ses trois premières victoires pour un avion perdu,. L'Afrika Korps sur le reculoir, les deux Gruppen associés au Stab du Major Müncheberg arrivé récemment passèrent le mois de novembre à déménager d'un terrain à l'autre sous la pression des raids anglais. Avec des installations spartiates et manquant de tout pour faire tourner les avions, les premiers quinze jours furent particulièrement compliqués. Les transits incessants obligeront les équipes au sol à détruire sur place le matériel non transportable, quand il n'était tout simplement pas réduit en cendre par une bombe ennemie bien placée, une situation impactant grandement le potentiel opérationnel de la JG 77. Les Messerschmitt parviendront néanmoins à faire parler la poudre, avec notamment une trentaine d'adversaires scorés pour les seuls 3 et 4 novembre, marqués par un quintuplé d'Heinz Bär et le quadruplé de Friedrich Geisshardt le lendemain ; le 10, ce dernier réalisera à son tour son 100e succès. Quelques jours plus tard, les unités purent se stabiliser à Arco-Philaenorum d'où ils se limitèrent pour l'essentiel à des missions d'appui feu. La victoire alliée à El Alamein et l'Opération Torch à l'ouest menaçaient désormais les Allemands d'une prise en étau, bien que la JG 77 pût compter sur le retour prochain du II./JG 77.
Le Gruppe d'Anton Mader ne déparqua qu'en décembre du côté de Tripoli et laissa encore le gros des combats au reste de l'escadre. L'unité connut toutefois un changement notable avec le départ d'Heinrich Setz parti commander le I./JG 27 en France ; le Leutnant Lutz-Wilhelm Burckhardt reprendra la 4. Staffel tandis que le Leutnant Johann Badum remplaça par intérim Erwin Clausen à la 6./JG 77 victime de malaria. Pour l'heure et malgré un combat à 10 contre 1, les confrontations aériennes reprirent de plus belle pour les I. et III./JG 77 qui parviennent tout de même à tenir tête à leurs adversaires. Le 9 décembre, le Hauptmann Friedrich Geisshardt quitta à son tour le front, remplacé par l'Oberleutnant Ernst Laube, ex pilote du III./JG 26, dont Geisshardt prendra les reines le mois suivant ; à l'instar de Setz, l'as y connaîtra un sort funeste,. Malgré les succès engendrés par les as confirmés - Brandt, Berres, Ubben, Müncheberg et le bouillant Heinz Bär - les combats n'épargnaient personnes, nouveaux comme vétérans. Le 9, le Leutnant Horst Marotzke disparut en mission au lendemain de sa 38e victoire ; pilote de la même heure, le Leutnant Wolfgang Ernst lui succéda à la 9. Staffel. Quatre autres as périront ou deviendront captifs rien qu'en décembre, ainsi que d'autres pilotes prometteurs. Une mauvaise nouvelle n'arrivant jamais seule, les hommes devront se passer de leurs colis de Noël, coulés dans un convois en Méditerranée, et devront se contenter d'une petite sauterie et des palmiers décorés en guise de sapin,,. En cette fin d'année 1942, l'activité de la JG 77 - basée dans le périmètre de Tripoli - chuta fortement à cause de la météo et des problèmes de maintenance ; l'escadre ne disposait qu'à peine plus de la moitié de ses avions opérationnels et se retrouvait privée d'un quart de ses pilotes pour cause de malaria.

### D'un continent à l'autre (1943)

#### Repli forcé
La nouvelle année ne laissa aucun répit malgré le renfort de nouvelles recrues. Les raids incessants obligeaient des décollages quotidiens pour des combats majoritairement contre des P-40, mais le danger pouvait survenir de nulle part. Ainsi le 8 janvier, le II./JG 77 devra se passer du Leutnant Burkhardt, blessé après avoir marché sur une mine. Quatre jours plus tard, un autre Ritterkreuträger, le Leutnant Johann Badum perdit la vie en combat aérien après 54 victoires aériennes. À l'inverse, le sable du désert ne va pas arrêter le Feldwebel Reinert qui démontre tout son talent en réalisant un quintuplé le 11 janvier. Le 14, l'escadre entière se défit de 28 adversaires malgré la pluie d'attaques qu'elle subit ce jour-là ; parmi les vainqueurs, triplé du Major Müncheberg, quintuplé de Bär et doublé de Kurt Ubben pour ses 100 et 101e victoires, ainsi que le 37e succès de l'Oberfeldwebel Walter Brandt qui lui coûtera toutefois sa jambe droite, ; c'est sur des béquilles et en uniforme que l'as recevra la Croix de Chevalier deux mois plus tard dans une cours d'hôpital. Après une vingtaine de jours de combats acharnés tout en observant inlassablement l'ennemi marteler ses terrains, les éléments de l'escadre commencèrent à se replier tour à tour en Tunisie. Ce transfert n'enchanta guère le Kommandeur Bär, enragé à l'idée de déménager son groupe sur le terrain rocailleux et inadapté de Ben Gardane. Le 22 janvier, le Stab sera le dernier à franchir la frontière tunisienne. Avec 216 victoires revendiquées, l'escadre réussit tant bien que mal à assurer la retraite des troupes allemandes, malgré les problèmes récurrents de ravitaillement et la supériorité numérique alliée. Son séjour libyen lui coûta néanmoins 19 pilotes, dont six capturés, sans compter les nombreux blessés.

#### Entre deux feux
Prise en étau d'est en ouest, la situation de la JG 77 n'était guère enviable, tout comme du reste les II./JG 2, II./JG 51 et le gros de la JG 53 également présents. Le double front, la puissance de l'armada US avec ses bombardiers lourds et son escorte, et la perte d'as confirmés, sources d'inspiration pour les plus jeunes, minaient assurément le moral des hommes,. Le 26 janvier, l'Oberleutnant Ludwig Theopold - successeur du Hauptmann Huy - périt au décollage en percutant son ailier, ce dernier étant gravement brûlé ; l'Oberleutnant Georg Seckel reprit donc la suite. Le III./JG 77 devra également se passer de l'Oberfeldwebel et vétéran Herbert Kaiser, épuisé par trois années de combats non-stop ; ses 50 victoires passées lui vaudront en mars la Ritterkreuz, remise entre autres par Erwin Clausen toujours convalescent ; les deux hommes passeront un temps à l'écolage avant de prendre des chemins différents. Alors que certain pâtissent, d'autres déroulent toujours à l'image du Kommandeur Bär qui franchit les 150 victoires le 27 janvier, sans oublier la jeune garde de sous-officiers comme le Feldwebel Horst Schlick et l'Oberfeldwebel Eduard Isken (15 et 30 victoires).
Le calme relatif du début de février permit quelques changements : le Leutnant Armin Köhler devint Staffelkapitän de la 2./JG 77 tandis que les Leutnant Joachim Deicke et Franz Hrdlicka prenaient les postes de Clausen et d'Anton Hackl (blessé le 4 février). Au sol, l'armée italo-allemande sous commandement des généraux von Arnim et Rommel reprit l'avantage dans le secteur de Kasserine, mais cela ne pouvait être que provisoire. Faute de ravitaillement, les forces de l'Axe devront se replier sur les fortifications de la ligne Mareth. Acculée de part et d'autre, la JG 77 dut se recentrer sur les secteurs entre les sebkhas de Chott el-Fejaj et En-Noual. Le 26 février, l'escadre batailla dur pour endiguer la progression britannique sur Médenine, clamant 26 P-40, dont cinq pour Bär et quatre autres pour Reinert. Le chef de la 8. Staffel Emil Omert parvint à sa 60e mais perdit l'Oberfeldwebel Robert Helmer, l'un de ses meilleurs pilotes avec plus de 30 victoires depuis Barbarossa,. Gravement blessé à l'épaule, le chef de la 9./JG 77 Wolfgang Ernst devra également laisser son poste pour quelques mois.
Au sol, les opérations marquèrent le pas, un break qui donna l'occasion au Kommandeur Kurt Ubben de bénéficier d'un congé. Parallèlement, le Major Anton Mader quitta définitivement la JG 77 pour prendre en charge la toute nouvelle JG 11. Dans les airs pourtant, c'est loin d'être le calme plat. L'escadre et en particulier les I. et II. demeuraient constamment sur la brèche. Bär descendit son 170e adversaire le 7 mars ; le 10, le Major Müncheberg franchit les 130 victoires et trois jours plus tard, l'Oberfeldwebel Reinert en fera de même en réalisant un sextuplé,. Le 13 toujours et après un intérim assuré par l'Oberleutnant Heinz Dudeck, le Hauptmann Siegfried Freytag reprit le II./JG 77 malgré son penchant notoire pour l'alcool, tandis que la 1. Staffel revenait à l'Oberleutnant Berres. Malgré les fortes pluies de la mi-mars, les Britanniques et les Américains grignotèrent du terrain à l'ouest et au sud alors que les avions restaient cloués au sol. Durant cette période, le III./JG 77 effectua les 180 kilomètres de Matmata à Bou Thadi, rejoint à la fin du mois par le I./JG 77. 10 km au sud-ouest, le II. Gruppe était fixé déjà depuis plusieurs semaines à la Fauconnerie, soit en tout 78 appareils (Stab compris) réduits dans un mouchoir de poche, moitié moins en état de vol et quasiment aucun pour le I. Gruppe. Mais plus que son manque d'avions, la JG 77 perdit le 23 mars le Kommodore Müncheberg : lors d'un vol de reconnaissance, l'officier plongea avec son ailier sur des Spitfire et en descendirent chacun un, mais celui du Major explosa, rendant inévitable la collision avec des débris suivi du crash fatal ; c'était sa 500e mission et sa 135e victoire (sa 102e à l'Ouest). Afin d'honorer sa mémoire, le « cœur rouge » qui faisait son emblème personnel arborera désormais les Messerschmitt de la JG 77, qui devint alors la « Herz As ».

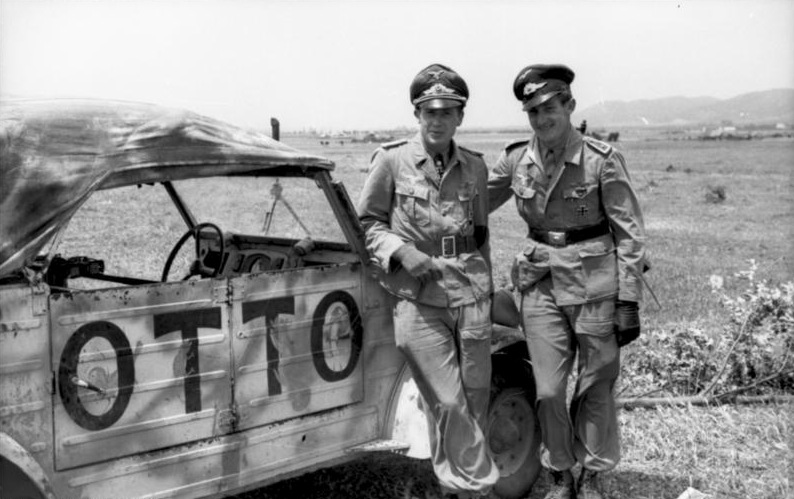
Le Leutnant Ernst-Wilhelm Reinert et le Feldwebel Maximilian Volke posent prêt de la Kübelwagen Otto de l'as allemand H.J. Marseille, avril 1943.

Le 1er avril, l'Oberfeldwebel Reinert établit un nouveau quintuplé, au côté notamment des succès du Leutnant Hrdlicka et du Feldwebel Preinfalk, 31e et 63e victoires. Le lendemain, le Major Johannes Steinhoff débarqua en Tunisie pour reprendre la JG 77, après un court intérim assuré par l'Oberstleutnant von Maltzahn de la JG 53 voisine. Leader confirmé, Steinhoff possède un score de plus 150 réalisé en majorité avec la JG 52. Le 4, l'officier descendit son premier Spitfire africain dans une journée à 12 victoires, pour se faire lui-même descendre le lendemain l'obligeant à un posé sur le ventre,. L'escadre faisait encore bonne figure mais la pression devint très vite insoutenable. Bombardée à maintes reprises, l'unité devra remonter le pays pour s'établir au 8 avril dans une vallée à Sainte Marie du Zit, à mi-chemin entre Tunis et Sousse, le I. Gruppe à Korbous. À chaque déménagement, la même ritournelle : tout le monde creusaient des tranchées, officiers compris, afin de protéger hommes et matériels. L'étau se resserrant de plus en plus, le contingent allemand amorcera une retraite sur le vieux continent, et à ce titre, le moindre appareil de transport devenait indispensable. Pour l'heure, la « Herz As » de Steinhoff assurait encore les défenses de la zone sud tandis que la « Pik As » de Maltzahn opérait au nord. Mais les pertes s'accentuaient, en particulier pour les novices mais pas que, à l'instar de l'Oberfeldwebel Wilhelm Baumgartner, 34 victoires, tué le 11 avril.
Avec un ciel saturé d'adversaires, la JG 77 finit par entamer un repli en Sicile en plusieurs allers retours, dans ce qui s'apparente plus à une évasion qu'à un transfert, utilisant même ses Bf 109 comme avions de liaison, avec un hommes aux commandes, les deux autres dans le fuselage. C'est dans cette configuration que le Leutnant Reinert descendit un Martlet le 8 mai au-dessus du golfe de Tunis,. C'est la 154e victoire de ce pilote exceptionnel (sa 51e en Afrique depuis janvier) ce qui fit de lui définitivement l'as des as de la « Herz As »,. Mais l'escadre devra laisser sur place plusieurs hommes qui entreront en captivité. Le I./JG 77 gagna peu après l'Italie puis Munich pour rééquipement, tandis que les deux autres Gruppen s'installèrent à Foggia. L'Afrique dilapida à petit feu une escadre encore au summum six mois plus tôt. Rien qu'en Tunisie, la JG 77 laissa 43 de ses pilotes plus six prisonniers, dont un tiers de chevronnés, à l'image de Joachim Müncheberg. Et avec une grande partie du personnel au sol capturé et le gros du matériel abandonné sur place, l'escadre était désormais inapte au combat.

#### Tenir le détroit de Messine
La JG 77 bénéficia de six semaines de repos, le Major Steinhoff s'efforçant pour sa part de remettre sur pied une escadre amputée de la majorité de ses rampants,. Les deux premiers Gruppen reçurent de nouveaux Bf 109G-6 tandis que le III./JG 77 du Major Ubben récupéra des appareils de la JG 53 en Italie. Le III. retourna donc logiquement en premier au combat le 1er juin, en l'occurrence à Chilivani en protection de la Sardaigne, associé au II./JG 51. Le groupe enverra inlassablement des patrouilles sur la côte africaine pour renseigner d'un prochain débarquement, des missions au combien impopulaires en raison des longs survols de la mer.
Le groupe de Heinz Bär s'installa à Sciacca en Sicile une semaine plus tard, avant que l'île n'accueille le Stab le 13 juin à Trapani, puis le II./JG 77 du Hauptmann Freytag dans la foulée. Outre l'entraînement, les deux Gruppen durent également rendre compte régulièrement de la situation en Afrique par des reconnaissances aériennes. Les 18 et 20 juin, la « Herz As » descendit une dizaine de P-38 et B-25 respectivement au-dessus de la Sardaigne et de la Sicile, pour trois pertes côté Allemands. L'escadre revendiqua deux fois ce score les 23 et 24 même si beaucoup de chasseurs américains furent seulement endommagés. Entre-temps, le général Adolf Galland sous pression de Göring prit le commandement des unités de chasse sud, comprenant les JG 53 et 77 ; objectif, endiguer le flot de quadrimoteurs US en calquant les tactiques utilisées dans la défense du Reich. L'occasion se présenta le 25 juin mais échoua totalement pour raisons multiples,. Pour la JG 77, seul Steinhoff put établir de façon certaine un B-17 abattu, déclenchant l'ire du Reichsmarschall qui exigea des coupables pour « lâcheté face à l'ennemi ». Égale à lui-même, Siegfried Freytag se porta volontaire, bien qu'aucune sanction ne sera finalement retenue contre quiconque, mais la confiance envers le haut commandement était définitivement rompue.
Fin juin, l'escadre disposait d'un parc aérien à peu près viable, mais les Alliés redoublèrent d'efforts pour pilonner ses terrains siciliens au départ de Malte et Pantelleria récemment reprise. Combiner un maximum d'unités pour endiguer le flot de bombardiers ennemis restait en vigueur, mais la Jagdwaffe sud ne pouvait espérer des renforts par manque de place pour accueillir davantage d'avions,. Si tenté qu'ils parvenaient à percer les formations de quadrimoteurs, les chasseurs allemands étaient contraints au plongeon en cas d'attaque de l'escorte. Un autre problème résidait dans le manque criant de pièces détachées, obligeant les mécaniciens à cannibaliser à outrance les appareils inopérants. Le 5 juillet, la JG 77 descendit six quadrimoteurs et se targua du premier Mosquito abattu sur ce front, mais ce jour-là, les Boeing réduisirent en cendre une centaine d'avions de tous type,. Les neuf premiers jours du mois, les Stab, I. et II./JG 77 déclarèrent conjointement plus d'une cinquantaine de victoires, sept pour le seul Heinz-Edgar Berres, qui franchit la barre des 50. Les combats en Méditerranée ont déjà fait 18 morts dont 15 novices, très vulnérables dés leurs premières missions, une situation qui ne fera que s'accentuer au fil du temps,.
Au petit matin du 10 juillet, les Alliés débarquèrent en Sicile et consolidèrent leurs positions au soir. Les Bf 109 effectueront des frappes sur les barges sous un déluge de feu, épaulés par les FW 190 d'attaque du SKG 10 du Major Günther Tonne, mais pour des résultats insignifiants. Sous pression des attaques aériennes, les Allemands devront également défendre leurs terrains depuis le sol avec des moyens improvisés. Le lendemain, il est déjà temps de penser à déménager, d'autant que les obus de l'artillerie navale tombèrent au soir sur Trapani. À ce titre, les chasseurs devront à nouveaux jouer les transports de troupes pour embarquer un maximum de personnels. Le 12, la JG 77 dispatcha ses avions sur des terrains annexes, et une dizaine de Messerschmitt trouveront encore l'opportunité de mitrailler des véhicules au sol. Mais quatre pilotes seront manquants à l'issue de la journée, tout comme Freytag blessé après un combat avec des P-38. À l'issue, l'unité préservera ses dernières gouttes d'essence pour un transfert imminent. Malgré les problèmes de téléphonie, le gros de la « Herz As » répartie sur Trapani, Sciacca et deux autres terrains de campagne, finit par franchir le détroit de Messine le lendemain, sans omettre de détruire tout surplus pouvant servir l'ennemi, en priorisant l'évacuation des hommes au détriment du matériel par ailleurs remplaçable. Objectif, la base temporaire de Vibo Valentia en attendant que Steinhoff ne dégote un champ plus discret. Seul subsiste encore le III./JG 77 en Sardaigne.

#### Coup d'épée dans l'eau

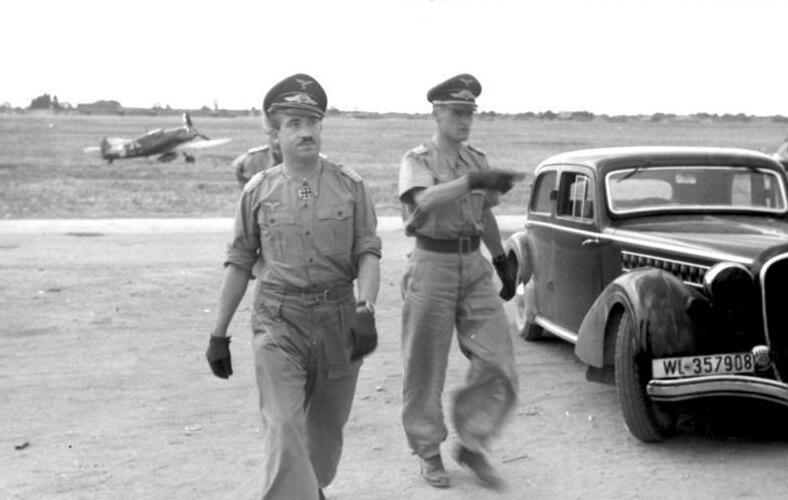
Le Generalmajor Adolf Galland et l'Oberst Günther Lützow en inspection à Naples en 1943. Envoyé par Göring, Galland comprenait néanmoins les difficultés auxquelles devaient faire face les pilotes de Méditerranée. Ami du Major Steinhoff, Lützow incitera ce dernier à évacuer la Sicile sans attendre les ordres. Tous auront maille à partir avec un Reichsmarschall de plus en plus déraisonnable.

Bien organisée, la Wehrmacht put quitter la Sicile sans trop de casse mais la Luftwaffe n'en avait pas encore fini avec l'île. Sous commandement d'Adolf Galland et Günther Lützow, les Jagdgeschwader combinèrent ce qu'il restait de leurs forces pour effectuer divers mitraillages tout en défendant le sud de l'Italie. Le I. opérait des côtes de Calabre tout comme le II. (très affaibli) ainsi que le II./JG 53 ; le reste de la JG 53 gardait les secteurs de Naples et Foggia flanquée du II./JG 51, tandis que le talon italien revenait aux IV./JG 3 et II./JG 27. Seul le III./JG 77 opérait en solo depuis la Sardaigne : le Hauptmann Emil Omert et l'Oberfeldwebel Johan Pichler y seront tous deux abattus et blessés, sans gravité pour le premier, mais une longue convalescence attendra le second. Le 16 juillet, des B-26 Marauder mirent un terme aux incursions allemandes en détruisant plus de 80 avions à Vibo Valentia. Réduit à la disette totale, la JG 77 d'Italie remonta à Camigliatello tandis que le I. Gruppe privé de tous ses chasseurs hérita de la commune de Crotone ; à ce stade, une remise à niveau s'imposa pour compléter pilotes et appareils. Pendant ce temps, Palerme tomba le 22 juillet et trois jours plus tard, l'Oberleutnant Heinz-Edgar Berres disparut lors d'une mission d'escorte de Ju 52 face à une trentaine de Spitfire ; la Ritterkreuz viendra récompenser ses 52 victoires. Le 30, le III./JG 77 descendit cinq adversaires mais au prix de quatre avions.
L'Italie apparaissait de plus en plus comme une cause perdue elle aussi et le manque de coopération entre les forces aériennes italiennes et allemandes comme celle de leurs leaders respectifs n'alla pas en s'arrangeant. Les unités tiraient en permanence sur la corde mais demeuraient toujours sous le feu des critiques du haut commandement. À bout de nerfs et fatigue aidant, le Major Bär déversa tout son franc parler lors d'un face à face avec Goering, ce qui lui coûtera son poste le 6 août suivant, date du départ de son groupe pour Cassano ; l'Oberleutnant Armin Köhler reprendra sa suite par intérim. Les II. et III. poursuivirent leurs incursions sur la Sicile jusqu'au 16, mais pour des efforts vains ; le lendemain, l'armée anglaise foulait Messine. Durant la première quinzaine d'août, le Leutnant Ernst-Wilhelm Reinert descendit 6 adversaires, la moitié le 13 août sur des P-40 (160e victoire), mais l'as manqua ce jour-là de se noyer après un amerrissage forcé. La JG 77 déclara 45 succès sur la Sicile depuis les bases d'Italie et de Sardaigne, pour 19 pilotes tués, 10 blessés (certain gravement) et deux prisonniers ; la plupart de ces hommes étaient sans expériences.

#### Campagne italienne
Le 19 août, le II./JG 77 revendiqua neuf Mustang au-dessus du golfe de Sainte-Euphémie. Le même jour, le désormais Hauptmann Lutz-Wilhelm Burkhardt - remis de ses blessures de janvier - reprit le I. Gruppe. Aux commandes du III./JG 77 demeurait le Major Kurt Ubben dont l'activité principale se résumait à de monotones mais périlleuses reconnaissances sur la Sicile et le continent africain. Le II. céda finalement ses avions au I./JG 53 et se mit au repos pour plusieurs semaines dans la province de Foggia, à l'image de son Kommandeur Siegfried Freytag toujours convalescent. Le 25 août lors d'un vol test, le Major Steinhoff tomba sur une nuée de P-38 et en descendit quatre, un cinquième revenant à son ailier ; le soir, le patron de la « Herz As » invitera l'un des Américains capturés à dîner autour d'une bouteille de vin. Disposant de bases suffisamment proches, la chasse alliée pouvait pénétrer et frapper le territoire italien sur son sol, mais la Luftwaffe lui disputait férocement le ciel, à l'image des treize P-38 perdus le 30 août, dont dix de la part du I./JG 77 associé au IV./JG 3. Mais les Allemands ne pouvaient se permettre de se focaliser sur les chasseurs ennemis à l'heure où commençaient à poindre les bombardiers lourds sur l'Italie,.
L'USAAF perdit encore une dizaine de Lightning le 2 septembre (sept au compte du I./JG 77) qui protégeaient des bombardiers en route pour une gare de triage. Le lendemain, les Alliées débarquèrent sur les plages calabraises en toute catimini. Le jour même et durant une semaine, ce même I./JG 77 s'opposa aux B-17 et B-24 mais beaucoup ne furent qu'endommagés par les tirs des Messerschmitt, à l'instar du Feldwebel Horst Schlick qui toucha trois de ces avions en trois missions sans les abattre. Après une semaine supplémentaire, cinq pilotes du groupe (deux capturés) manquaient déjà à l'appel. Le Staffelkapitän de la 3./JG 77 Gerhard Strasen se retrouva également blessé le 7 septembre et le Leutnant Reinert écourta son « congé » pour le remplacer,,. Le lendemain, l'Italie capitulait ; le 9, les I./JG 77 et IV./JG 3 frappèrent la tête de pont ; le 10, le III./JG 77 sauta en Corse et sera contraint par la suite d'attaquer l'aviation et la flotte italienne, alors même que les hommes des deux camps partageaient naguère une amitié fraternelle. Tout s'enchaîna ensuite très vite ; l'opération Avalanche près de Salerne poussa les Stab et I./JG 77 à abandonner Foggia le 19 pour la province de Viterbe. Le 25 septembre, le III. reçut l'ordre de passer en Italie à Metato (province de Lucques) mais perdra l'as Eduard Isken blessé au combat face à des B-17. Malgré sa combativité, la Luftwaffe peine à lutter à la fois contre les quadrimoteurs et les troupes de débarquement,.
Néanmoins, les positions défensives bien établies de la Wehrmacht permirent d'alléger un peu le fardeau de la Jagdwaffe. Début octobre, le I./JG 77 couvrait les sorties de la SG 4 d'attaque au sol, tandis que le III. était garant de la frontière nord de l'Italie, avant de resserrer les rangs dans la région romaine le 7 octobre. Mais même en incluant le Stab, les deux groupes ne comptaient guère qu'une trentaine de Bf 109 opérationnels. Le 21, le III./JG 77 descendit ses trois derniers adversaires en Italie puisque qu'il devra prochainement quitter le front pour la Roumanie dans un échange avec le I./JG 4 moins éprouvé. Une fois encore, la « Herz As » se retrouvait démunie. Et novembre n'apportera rien de mieux, malgré une tentative de booster la puissance de feu des avions grâce à l'adoption de fusées air-air anti-bombardiers ; l'emploi de ces engins sera cependant décevant. Le temps pluvieux de la seconde semaine entrava de toute façon les sorties, ce qui aura au moins pour avantage de limiter les pertes, d'autant que cette instabilité perdurera le mois suivant. Le 30 novembre, le Hauptmann Theo Lindemann (ancien ailier de Müncheberg) repris le I./JG 77.
De son côté, le II./JG 77 se chargeait de convoyer des avions tout en désarmant les unités aériennes italiennes. Pour l'anecdote, le groupe récupéra des appareils italiens, dont des Macchi M.C.205 équipés du même moteur que le Bf 109. Théoriquement, le chasseur italien pouvait compenser les manques, mais l'appareil s'avérera traître et partait facilement en vrille incontrôlable. Ayant pris pied près de Turin, le II. retourna au combat le 8 novembre en parti équipé de Macchi, date du départ du III./JG 77 pour Mizil en Roumanie. Le lendemain, l'Oberleutnant Hrdlicka descendit son 37e adversaire avec sa monture italienne, mais les quelques succès obtenus sur cet avion seront bien moindres en comparaison des accidents mortels qu'il causa. Avant la fin de l'année, le II./JG 77 revint à ses bons vieux Messerschmitt, ne conservant que quelques appareils transalpins de servitude,.
Fin 1943, la Luftwaffe s'efforçait de concentrer ses forces au nord des Apennins, dégarnissant de facto la zone sud. Les premiers mois en Italie coûtèrent à l'escadre deux capturés, treize morts et une vingtaine de disparus en mer ou en montagne. L'unité déclara tout de même 87 victoires malgré les carences en pilotes dus à la fatigue générale et la malaria.

### De l'Europe du sud à l'Europe centrale (1944)

#### Rempart du cœur romain
La baisse des combats hivernaux permit de réquisitionner des rampants au besoin pour renforcer la lutte anti-partisane. Mi-janvier, les I. et II./JG 77 échangèrent leur place afin de laisser le temps au premier de souffler. Le 22, les Alliées débarquèrent à Anzio pour prendre à revers la ligne Gustave et les hauteurs du mont Cassin pour ensuite foncer sur Rome. Le flottement du commandement américain bénéficia toutefois aux Allemands qui purent consolider temporairement leurs positions. Disposant de davantage d'appareils qu'à l'habitude, le II./JG 77 bénéficia d'une formation accélérée de chasseur-bombardier, avec une mise en pratique le 27 pour des résultats mitigés ; le lendemain, la SG 4 plus adaptée reprit le relais. Une nouvelle fois blessé le 29 lors d'un mitraillage, le Hauptmann Freytag dut être évacué pour deux mois tout comme son groupe trop exposé qui remonta sur Brolio ; rappelé de Roumanie, le Hauptmann Emil Omert assura l'intérim. Plus au nord, le I./JG 77 s'opposa le 30 janvier à 300 quadrimoteurs et 220 chasseurs et parviendra à tirer sept adversaires tout en déplorant deux tués, dont l'as aux 17 victoires l'Oberfeldwebel Kurt Niederhagen. Le Staffelkapitän Armin Köhler nota ce jour-là tout comme le lendemain le manque de fiabilité des roquettes air-air.
Les P-47 basés en Corse interdisaient tout trafic terrestre ce qui impacta le ravitaillement en provenance du nord. À leurs côtés, une multitude de bombardiers moyens, ce qui offraient ostensiblement une multitude de cibles à tous les niveaux de vol. Les Jagdgeschwader se partagèrent donc les tâches : les unités des JG 4, 51 et 53 soutenaient les opérations terrestres tandis que la 77 se chargeait de la défense aérienne. Quinze jours d'instabilité météo bénéficièrent au I. Gruppe qui put récupérer de ses forces. Les 19 et 22 février, le II. se défit de trois B-25 et six Spitfire malgré l'éparpillement de ses escadrilles. Le 25, le Kommodore Steinhoff aidé des I./JG 77 et I./JG 53 confrontèrent des box de B-24 dépourvus d'escorte et purent en abattre une dizaine, réduisant à quia les « huiles » toujours dubitatifs envers les Pik et « Herz As »,,. La première quinzaine de mars, la 15th Air Force délaissa un peu la zone disputée par la JG 77 ; parallèlement, les Stab et I. Gruppe déménageaient dans la région d'Udine. Les quadrimoteurs revinrent « titiller » ces derniers sur leurs terrains le 18 (huit bombardiers descendus), puis au-dessus de l'Autriche et de la Yougoslavie le lendemain, obligeant de facto les Allemands à voler au-dessus de régions tenues par des partisans réputés implacables. Le nord de l'Italie redevint la cible des Américains dés le 22, mais la Luftwaffe gardait encore les reins solides malgré un rapport de force défavorable, alors que plus au sud, l'aviation alliée (principalement britannique) se concentrait sur le réseau ferroviaire menant à Rome.

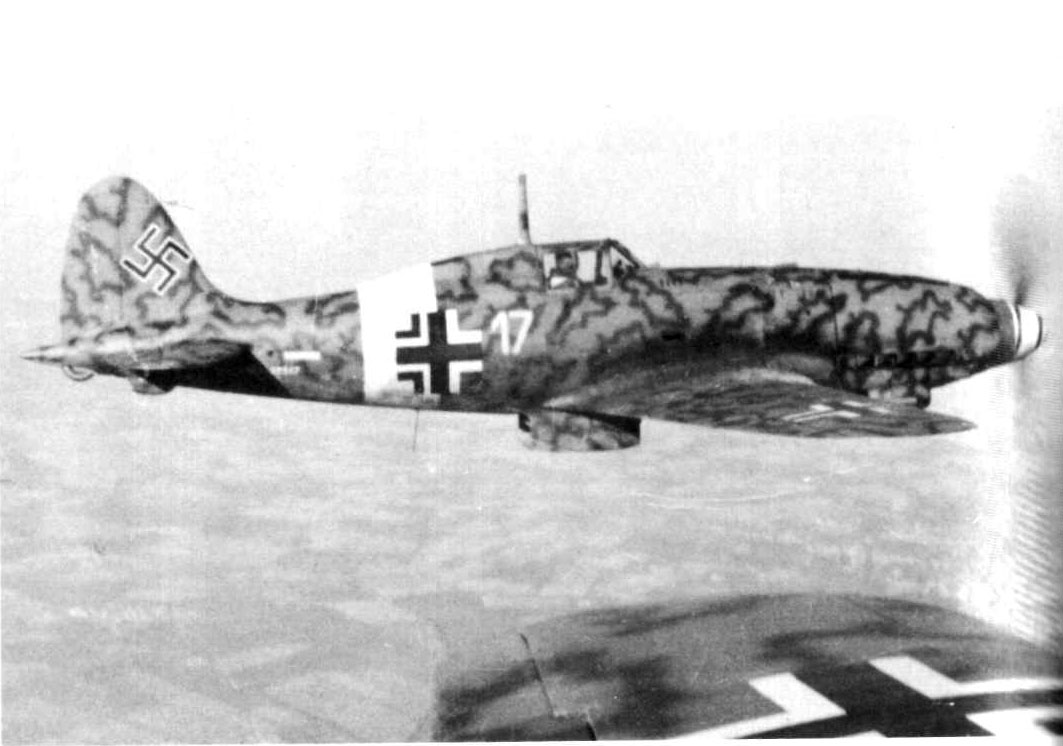
Un M.C.205 aux couleurs allemandes.

Le 2 avril, les B-17 et 24 forcèrent le I./JG 77 au combat au-dessus de la Croatie (cinq Liberator descendus) et deux pilotes abattus sur trois parviendront à se tirer du no man's land. Tombé malade depuis quelque temps, le Leutnant Ernst-Wilhelm Reinert quitta la « Herz As » définitivement cinq jours plus tard. L'Italie prenait l'eau de toute part et entraînait la Luftwaffe avec elle. Le manque d'expérience des pilotes imposa alors des renforts d'aviateurs transalpins afin de compléter les manques. Opérant en formations mixtes sur M.C.205 ou G.55, les Italiens n'étaient toutefois pas à l'abri d'une erreur de tir en raison de la ressemblance relative de leurs appareils avec le Mustang américain, comme le 29 avril où deux d'entre eux se firent descendre par des membres de la JG 77 ; aussi décida t-on de les rééquiper en Bf 109. Les quelques rares vétérans encore en lisse tenaient bon, à l'image de l'Oberleutnant Franz Hrdlicka, désormais à 40 victoires, du Fahnenjunker Feldwebel Horst Schlick (30 victoires) et du Hauptmann Armin Kölher, quatre fois vainqueurs sur des B-24 en avril. Ce dernier prit temporairement la tête du I./JG 77 tandis que le II. échangea avec le I./JG 4 pour partir en repos près de Milan. Le deforçage de personnel pour renforcer les défenses d'un Reich - plus que jamais en situation précaire - effritait toujours plus les effectifs du front italien, et l'impossibilité d'envoyer des renforts rapprochait inexorablement la percée alliée de la ligne Gustave et sa jonction avec les troupes d'Anzio. Début mai, la I./JG 53 évacuait également pour la Roumanie, tandis que les Alliées remportaient la bataille de Monte Cassino dix jours plus tard. La dernière semaine du mois donna maintes occasions à la « Herz As » d'en découdre. Descendu à Tuscania, le I. combattait proche de la ligne de front, tandis que le II. basé dans la province de Ferrare bataillait avec une 15th Air Force survoltée. Bilan pour les deux groupes, une trentaine de victoires, dont une moitié de B-24,.

#### Bordure de la frontière transalpine
La poussée alliée entraîna la JG 77 sur l'axe Bologne-Ferrare, loin de Rome qui tomba le 4 juin. Les hommes de l'Oberstleutnant Steinhoff et des Kommandeur Köhler et Freytag se partageaient alors trente appareils en état de vol, un nombre qui fondit de moitié le 10 juin après trois frappes coordonnées de B-24, mettant d'autant plus à mal le travail acharné des mécanos qui peinaient à maintenir correctement le parc aérien. Néanmoins et contrairement à ses débuts, l'unité parvenait à « casser » les bombardiers lourds quand l'occasion se présentait. Le 13 juin, Siegfried Freytag dérocha enfin son 100e succès, mais perdait quatre jours plus tôt l'Oberfeldwebel Franz Nägele (17 victoires) contre ces mêmes quadrimoteurs. La « Herz As » engendra de nouveau trente victoires jusqu'au 30 juin,, date à laquelle l'escadre remonta plein nord sur Ghedi afin de concentrer un maximum de chasseurs en associant les Bf 109 italiens basés non loin. Ce sera le dernier point de chute de l'escadre dans la péninsule, incapable de tenir dans la durée au vu du déséquilibre trop important des forces,. Alexander Preinfalk y descendra son 74e succès après son retour d'un poste d'écolage, et passera ensuite à la JG 53 en Normandie mais rencontrera son destin en fin d'année.
Le 10 juillet, JG 4 et 77 reçurent l'ordre de céder quelque 200 hommes pour renforcer l'infanterie, un ordre bien vite oublié vu le manque d'effectifs. Mi-juillet, l'escadre devait également créer une quatrième Staffel pour chaque Gruppe, une refonte qui restera également dans les bacs pour le moment. Le I./JG 77 donna finalement tous ses avions au II. qui perçut (ainsi que la chasse italienne) vingt appareils et seize jeunes pilotes du I./JG 4 également en partance le 23 juillet,. Les contacts à l'ennemi se raréfiant, les pilotes tuaient le temps à jouer aux cartes, à lire ou tout simplement dormir auprès de leurs appareils maintenus en alerte. Les hommes évitaient aussi de s'éloigner de la base par crainte d'actions de résistants, et seul les chasses libres étaient autorisées afin d'aguerrir les nouveaux venus. Le 28, Johannes Steinhoff reçut les glaives, une décoration qu'Hitler lui remettra quelques jours plus tard à son QG. Le chef de la « Herz As » profita de la rencontre pour plaider en faveur du l'avion à réaction Me 262 pour la chasse, en vain, le Führer s'obstinant à vouloir utiliser l'appareil comme bombardier. Le 31, le I./JG 77 retourna en Allemagne pour récupérer sa dotation complète d'avions ; restèrent en Italie les Stab et II./JG 77 désormais exempt de combat contre les bombardiers lourds ce qui épargna probablement de futurs pertes.,.

#### Aller retour en Provence
Le 9 août, le Hauptmann Franz Hrdlicka devint à son tour récipiendaire de la Croix de Chevalier après 44 victoires. Le 15, les Alliés ouvrirent un second front dans le sud de la France. La trentaine de Bf 109 du II./JG 77 et une dizaine de Savoia SM. 82 embarquant les rampants firent aussitôt mouvement jusqu'au lendemain pour Orange et Avignon, mais cinq chasseurs « casseront du bois » en chemin. Sur zone se trouvait déjà le Jagdgruppe 200 (JGr 200) en couverture du sud-est de l'Hexagone depuis le mois de mai, avec entre autres Georg Seckel et Eduard Isken, deux anciens du III./JG 77. Le II. opéra trois fois le 16 août mais sans grand succès, avant d'opérer jusqu'au 19 en coopération avec le JGr 200. Patrouilles, missions de protection et anti-partisanes occupèrent ainsi l'unité du Major Freytag durant ces quelques jours provinciaux, alors qu'elle aurait normalement dû se concentrer sur la zone de débarquement, une tache rendue impossible par l'écrasante supériorité alliée. Le II./JG 77 retourna le jour même à Ghedi en faisant une nouvelle fois de la place dans ses Messerschmitt pour embarquer des mécaniciens après la perte de plusieurs Savoia de transport. Deux pilotes de la 5./JG 77 chargés de convoyer chacun un 109 en Allemagne se perdront également au-dessus de la Suisse. Après un atterrissage tumultueux et un internement, les deux hommes finiront par rejoindre l'escadre.
Les sorties au-dessus de l'Italie se raréfièrent et le 5 septembre, le II./JG 77 effectua probablement sa dernière mission (deux pilotes tués, dont l'as aux 37 victoires Maximilian Volke
), avant de remballer le 12 pour Munich. Le groupe précéda le Stab de trois jours qui s'envola pour l'Autriche puis la Hongrie pour une courte durée. La campagne italienne de 1944 amputa la « Herz As » de 64 pilotes et deux prisonniers, ainsi qu'une dizaine de blessés qui ne retourneront pas dans l'unité. Parallèlement, l'escadre déclara au cours de ces neuf mois 168 victoires dans un effort resté vain,.

#### Aux pieds des Carpates
Le III./JG 77 s'était retiré en Roumanie à la fin du mois d'octobre 1943, un pays déjà fréquenté par la « Herz As » lors de son détachement à l'Est en 1941. L'unité du Major Ubben devra se contenter dans un premier temps des vieux Bf 109G-2 laissés par le I./JG 4, mais percevra par la suite des G-6 plus modernes. Le calme plat des premiers mois permit le transfert d'une poignée de pilote en Grèce afin de renforcer le III./JG 27. Une visite du Général Galland à Mizil le 22 janvier 1944 accompagné de l'ex Kommodore de la JG 77 l'Oberst Bernhard Woldenga donna aux hommes du III. Gruppe matière à réfléchir : la destruction des raffineries de Ploiesti rapprochera un peu plus l'Allemagne de la défaite.
Début mars et après avoir pris temporairement en charge le II./JG 77, le Hauptmann Emil Omert remplaça Kurt Ubben à la tête du III., une place que le Major tenait depuis deux ans et demi. Le vétéran aux 110 victoires ne survivra cependant que quelques semaines à la tête de la JG 2 qui lui sera confiée. En Roumanie, les escadrilles du III./JG 77 se répartirent les taches : la 7. Staffel fera voler ses Bf 109 en configuration lisse pour la chasse pure, tandis que les 8. et 9./JG 77 se dotèrent de lance-fusées et de canons de 20 mm en gondole pour la lutte anti-bombardiers, surplus qui réduisaient cependant les performances. En disette depuis de longs mois, le groupe reprit bientôt le combat, mais avec encore une fois des revendications/pertes qui varieront du simple au quadruple selon les sources, et selon toute vraisemblance un grand nombre d'avions déclarés abattus mais seulement endommagés à des degrés divers concrètement . Une alerte le 4 avril mobilisa le III./JG 77 flanqué de la 10./JG 301 ; résultat quatre quadrimoteurs abattus sur la quinzaine revendiqués, et cinq de plus (17 revendiqués) le lendemain dans ce qui marqua le début d'une série de raids sur Ploesti. Le 15 avril, les deux unités priveront les Américains de six bombardiers (pour le double déclarés) et cinq à nouveau dans la journée du 16. Les P-51 supplanteront les P-38 comme escorte lors du raid du 21 avril, mais les Allemands parviendront à se défaire de cinq chasseurs et cinq bombardiers. Trois jours plus tard, la 15th Air Force se pointa sur la gare de Bucarest et les raffineries de Ploiesti, et perdra quatre bombardiers pour une dizaine revendiqués. Mais quels que soient les scores, les pertes pour le seul III./JG 77 s'établiront à cinq blessés (un gravement) et six tués, le dernier n'étant autre que le récent Kommandeur Emil Omert : abattu et éjecté lors de la mission du 24 avril, le Ritterkreuträger aux 70 victoires n'échappera pas aux balles américaines alors qu'il pendait sous son parachute,,.

#### Autour des champs de pétrole
Le 5 mai, une attaque de près de 500 quadrimoteurs permit au III./JG 77 de scorer onze d'entre eux, ce qui ajoutés aux actions de la 301, restent pour une fois en deçà des pertes américaines. Le lendemain et surlendemain, les deux unités se contenteront de trois bombardiers et autant de chasseurs. Une défense plus musclée dans la zone s'imposant,, le I./JG 53 vint prêter main forte ainsi que de petits détachements de la JG 52. Le 18 mai et après une semaine de calme, un nouveau raid perturbé par la météo tourna à l'avantage des Allemands, le III./JG 77 clamant huit B-17 et trois P-38 pour un tué et un blessé. Le groupe revendiqua cinq autres bombardiers et quatre chasseurs le 31 mai pour un mort, ainsi que trois tués au sein de la 10./JG 301 qui perdit également son Staffelkapitän blessé. Deux jours auparavant, la 9./JG 77 quittait la Roumanie pour renforcer la JG 1 engagée dans la défense du Reich,. Le 10 juin tôt le matin, un groupe de P-38 équipés de bombes et un autre chargé d'escorter le premier tentèrent de frapper Ploiesti à basse altitude. Repérée par radar, la formation se fit coiffer par la chasse allemande et roumaine qui descendent conjointement 23 bimoteurs. Les Américains ne réitéreront plus jamais ce type d'opération, mais obligea le III./JG 77 à répartir progressivement ses forces sur des terrains secondaires proche de Mizil. L'USAAF tenta de se rattraper le lendemain par un raid plus conventionnel, mais perdit quinze avions. Lors de ces deux missions, la Luftwaffe se tailla la part du lion mais se retrouvait à bout de souffle, d'autant que lors des évolutions au-delà des 10 000 m, les chasseurs Mustang conservaient la supériorité. Au sol aussi, l'insalubrité des baraquements grouillants de punaises ne rendait en rien la vie en Roumanie idyllique,.
Dans le but de renforcer les défenses, les différents éléments des JG 51, 77 et 301 se réunirent sous la coupe du I./JG 53 du Major Jürgen Harder pour former la « Gefechtverband Harder ». Une solution cependant dérisoire face à la masse d'avions présents dans le camp américain. Ces derniers prouvèrent une fois de plus leur supériorité le 3 juillet en se montrant à huit reprises au-dessus de la Roumanie. Supportant le plus gros des combats, le III./JG 77 descendit au moins cinq appareils mais perdit un pilote et un blessé qui ne retournera pas au combat. Après une pause météo, le groupe s'impliqua dans les combats des 15, 22 et 28 juillet, mais non sans casse, à l'instar de l'Oberfeldwebel Johannes Pichler, blessé après 50 victoires passées, ses dernières quasi-exclusivement contre des quadrimoteurs. Le 31, le III./JG 77 perdit cette fois trois pilotes (dont le chef de la 8. Staffel), sans compter nombre de Bf 109 fortement endommagés. 23 chasseurs sur 32 que comptait la « Gefechtverband Harder » furent descendus ce jour-là, dans un combat à un contre cinq. Privé de défense aérienne, Ploiesti ne comptait plus que sur la Flak et quelques chasseurs roumains pour faire la différence, sans compter la pression grandissante de l'Armée rouge à l'Est.

#### Nouveau virement
Début août, le III./JG 77 retrouva un Kommandeur expérimenté en la personne d'Armin Köhler, fraîchement détaché du front italien. Les confrontations contre la 15th Air Force dureront encore une vingtaine de jours, à l'issue desquelles le Leutnant Heinrich Hackler gagna la Croix de Chevalier le 19 août pour 53 victoires et deviendra Staffelkapitän de la 8./JG 77. Le lendemain, les Russes lancèrent des offensives sur les régions d'Iasi et du Dniestr, obligeant le groupe ainsi que le I./JG 53 à intervenir depuis Focșani contre l'aviation soviétique.
En quatre jours, le III./JG 77 revendiqua une trentaine d'appareils Yak-9 et Il-2. Mais le 24 août, la Roumanie changea de camps sans crier gare, et la « Herz As » se retrouva une nouvelle fois contrainte de combattre un ex allié. Ce jour-là, des Bf 109 roumains attaquèrent leurs homologues allemands, forçant ces derniers à répliquer après en avoir reçu l'ordre. Une partie du groupe retourna à Mizil le jour même, les autres demeurant à Focșani deux jours supplémentaires. Les heures du III./JG 77 en Roumanie étaient désormais comptées, et après une reconnaissance aérienne le 28 août pour trouver une échappatoire, le gros du personnel non naviguant franchit la frontière nord par la route tandis que les pilotes embarquèrent une nouvelle fois des mécaniciens à bord, destination l'Autriche. Mais des blessés ne pourront pas suivre et deviendront captifs des Russes, à l'instar du Leutnant Günther Schmitz (34 victoires) et Johannes Pichler toujours en convalescence dans un hôpital roumain. Quatre jours auparavant, Pichler devenait officiellement récipiendaire de la Croix de Chevalier, chose que l'intéressé n'apprendra qu'après sa libération une fois la guerre terminée.

#### Détour en Normandie
Écartée du III. Gruppe en mai, la 9./JG 77 devait consolider le I./JG 1 à Bad Lippspringe, mais ce dernier venait de déménager subitement en France dés l'annonce du débarquement en Normandie. La Staffel de l'Oberleutnant Wolfgang Ernst (28 victoires) bénéficia alors d'un mois entier pour maîtriser le FW 190, incluant des largages de bombes. L'entraînement achevé, la 9./JG 77 gagna l'hexagone le 5 juillet et après un ravitaillement à Chartres, l'unité se posa tard le soir sur le terrain de Lonrai où elle retrouva le I./JG 1 déjà bien éprouvé.
Le lendemain matin, la 9./JG 77 effectua une première patrouille sans incident. L'après-midi, l'unité engagea fortuitement le combat avec une vingtaine de P-38 Lightning à l'est d'Argentan et en descendit deux, avant que les Américains ne rééquilibrent les débats. À la fois vainqueur et victime, l'Oberleutnant Ernst, blessé au bras, devra quitter son poste de longue date, tandis qu'un de ses ailiers n'en réchappera pas. Dés lors, l'unité poursuivra les péripéties du I./JG 1 sous une météo capricieuse, et ce jusqu'à la mi-juillet où celui-ci se retira un temps des opérations pour se rééquiper. Moins de dix jours plus tard, le groupe et la 9./JG 77 revinrent dans la région d'Alençon, pour finir par opérer une retraite graduelle au fur et à mesure de l'avancée des Alliés. L'intervention de la 9./JG 77 en Normandie lui coûta, au combat comme par accident, huit machines, quatre morts, deux blessés et un interné, le tout pour une dizaine de succès. Le 15 août, la 9./JG 77 sera renommée 4./JG 1, mettant un terme à son affiliation avec la « Herz As ».

#### Retour sanglant
Un temps appelé à combattre à Reims, le I./JG 77 revint cependant rapidement en Allemagne à Babenhausen près de Francfort où il récupéra également une quatrième Staffel fraîchement formée. Les 11 et 12 septembre, le groupe perdait déjà sept pilotes sur le secteur Eupen-Aix-la-Chapelle. De son côté, le II./JG 77 à peine revenu d'Italie était appelé en urgence avec d'autres unités dans le cadre de l'opération Market Garden, mais n'y réalisera aucun miracle, laissant au contraire sur le carreau 19 de ses pilotes en quelques jours, dont beaucoup de tués. Abattu et blessé, le Hauptmann Franz Hrdlicka devra également quitter ses camarades après 44 victoires ; l'as deviendra peu après Kommandeur du I./JG 2 mais périra le 25 mars 1945 deux jours après avoir reçu les feuilles de chêne. Lors de cette campagne et ses suites, le II./JG 77 sera parvenu à descendre quatre bombardiers Lancaster et autant de Spitfire. Le I./JG 77 réalisera pour sa part une vingtaine de succès jusqu'à la mi-octobre, exclusivement à l'encontre de chasseurs-bombardiers alliés, à la fois omniprésents et redoutables. Le rapport victoires/pertes fut désastreux puisqu'en seulement quatre semaines de combat, les deux Gruppen déploreront 27 tués, 6 disparus et 2 capturés,.

#### Au cœur du Reich
Un retour salvateur loin des frontières néerlandaises s'imposa lors de la seconde quinzaine d'octobre. Les I. et II./JG 77 s'installèrent sur plusieurs bases au nord-ouest et à l'est autour de Berlin, rejoints par le III. en provenance de la capitale autrichienne. Le II. mit en place sa 8. Staffel à partir d'éléments de la KG 2, qui fournit également le III. pour remplacer sa 9. Staffel et créer une nouvelle 12./JG 77, non sans difficultés. Le groupe du Hauptmann Köhler perçut également le tout récent Bf 109K-4 pour la chasse pure en raison de ses performances élevées, tandis que les Bf 109G-14 des I. et II./JG 77 se destinaient à contrer les bombardiers, le second servant d'escorte au premier. Contrairement à la plupart des Jagdgeschwader, la JG 77 continuait à cette époque d'arborer son l'insigne sur ses appareils.
Le gros des effectifs se composait usuellement de jeunes recrues qui ne manquaient pas de motivations ni d'enthousiasmes. À leurs côtés, les anciens plus posés, composaient le noyau dur autour duquel se reconstituait la « Herz As », même si vingt pilotes durent quitter l'unité le 16 décembre pour prêter main forte à la JG 5. Au cœur de l'Allemagne, les unités disposaient de matériels neufs et d'installations confortables, et de suffisamment d'avions. Le 1er décembre, Johannes Steinhoff rendit les clés de la JG 77 à un autre ex Kommandeur de la JG 52, le Major Johannes Wiese titulaire des feuilles de chênes et 133 victoires aériennes,.

#### L'enfer des Ardennes
L'offensive des Ardennes du 16 décembre mobilisa la JG 77 en Rhénanie-du-Nord-Westphalie. Deux jours plus tard, l'escadre lança ses premières missions mais perdit trois pilotes et deux blessés graves, deux Spitfire et un P-47 rééquilibrant un peu les scores. Après quatre jours de mauvais temps, les opérations reprirent mais le bilan fut cette fois sans équivoque : six pilotes du I./JG 77 périront en deux sorties face à des P-38 sur Saint-Vith, deux autres étant également blessés ; l'après midi, le III./JG 77 subit deux morts et six blessés au-dessus d'Eifel lors d'une mission de soutien, la 12. Staffel perdant à elle seule neuf appareils ; les Américains déploreront quatre chasseurs et un B-26. L'hécatombe se poursuivra le lendemain 24 décembre puisque l'escadre verra treize de ses pilotes manquer à l'appel (un seul prisonnier), dont le Kommandeur du I./JG 77 et un de ses Staffelkapitän, le tout pour quatre adversaires descendus. Au retour, les Allemands trouvèrent de surcroît leurs aérodromes lourdement bombardés, forçant les II. et III./JG 77 à se dispatcher sur des terrains annexes,. À défaut de réveillon bienséant, l'escadre connaîtra un Noël chaotique, avec deux tués au sein du I./JG 77, tandis que des Spitfire descendirent le Major Johannes Wiese et son ailier ; ce dernier n'y survivra pas et le Kommodore finira à l'hôpital avec de sérieuses blessures après un déploiement partiel de son parachute. Le Major Freytag reprit alors l'intérim, une consécration pour le vétéran de la « Herz As ». L'unité perdit encore un chef d'escadrille (blessé) le lendemain et trois pilotes le surlendemain, malgré trois P-47 revendiqués. À son désespoir, Freytag devra bientôt céder la JG 77 au Major Erich Leie, 114 victoires et pilote de la première heure au sein des JG 2 et 51. Celui-ci rejoindra cependant l'unité que le mois suivant.
L'espérance de vie d'un jeune pilote se comptant en quelques jours, les rapports entre anciens et nouveaux étaient de ce fait de plus en plus distants, et les combats n'épargneront pas l'unité jusqu'au dernier jour de l'année. Trop diminué, le III./JG 77 envoya bon nombre de ses membres réceptionner de nouveaux appareils à Ratisbonne et Krefeld ; vingt autres Bf 109 du groupe effectuèrent une mission sous très faible visibilité, mais perdirent trois des leurs sous les tirs de Spitfire, causant un mort, un disparu, et la blessure du Feldwebel Karl-Heinz Böttner, 25 victoires depuis l'Afrique. L'engagement dans les Ardennes priva la JG 77 de 86 avions et 45 pilotes (les deux tiers tués). Au soir, tous se verront interdits de festivités et pour cause : ils devront le lendemain frapper en nombre les bases alliées dans le cadre de l'opération Bodenplatte.

### D'ouest en est (1945)

#### Dispersion au-dessus de la Flandre
La JG 77 reçut pour cible l'aérodrome d'Antwerp-Deurne occupé par la Royal Air Force, et fortement défendue par la DCA pour parer les survols récurrents de fusées V1. La veille de l'opération, l'unité se renforça timidement de quelques pilotes revenus de Krefeld, et des cartes du parcours furent distribuées ainsi qu'une photo de reconnaissance montrant un grand nombre d'appareils parqués au sol. Mais avec à peine un tiers de sa dotation normale, seuls 59 pilotes purent prendre part à l'opération faute d'avions, encore menés pour l'heure par le Major Freytag. Seul avantage, le fort enneigement et un thermomètre affichant les −20 °C qui entravait alors la piste de l'objectif, mais qui la rendait tout autant difficile à discerner de l'agglomération d'Anvers depuis les airs. 8 h passée, les I. et III./JG 77 se rassemblèrent après décollage derrière deux Ju 88 d'aide à la navigation, avant d'être rejoints par les appareils du II. guidés par un autre Ju 88. La formation échappa à deux reprises aux tirs venus du sol, une première fois en passant Rotterdam par sa propre Flak, la seconde par la DCA alliée en passant la ligne de front. Dans l'entrefaite, deux Junkers et deux 109 du II. Gruppe durent faire demi tour avant l'attaque.

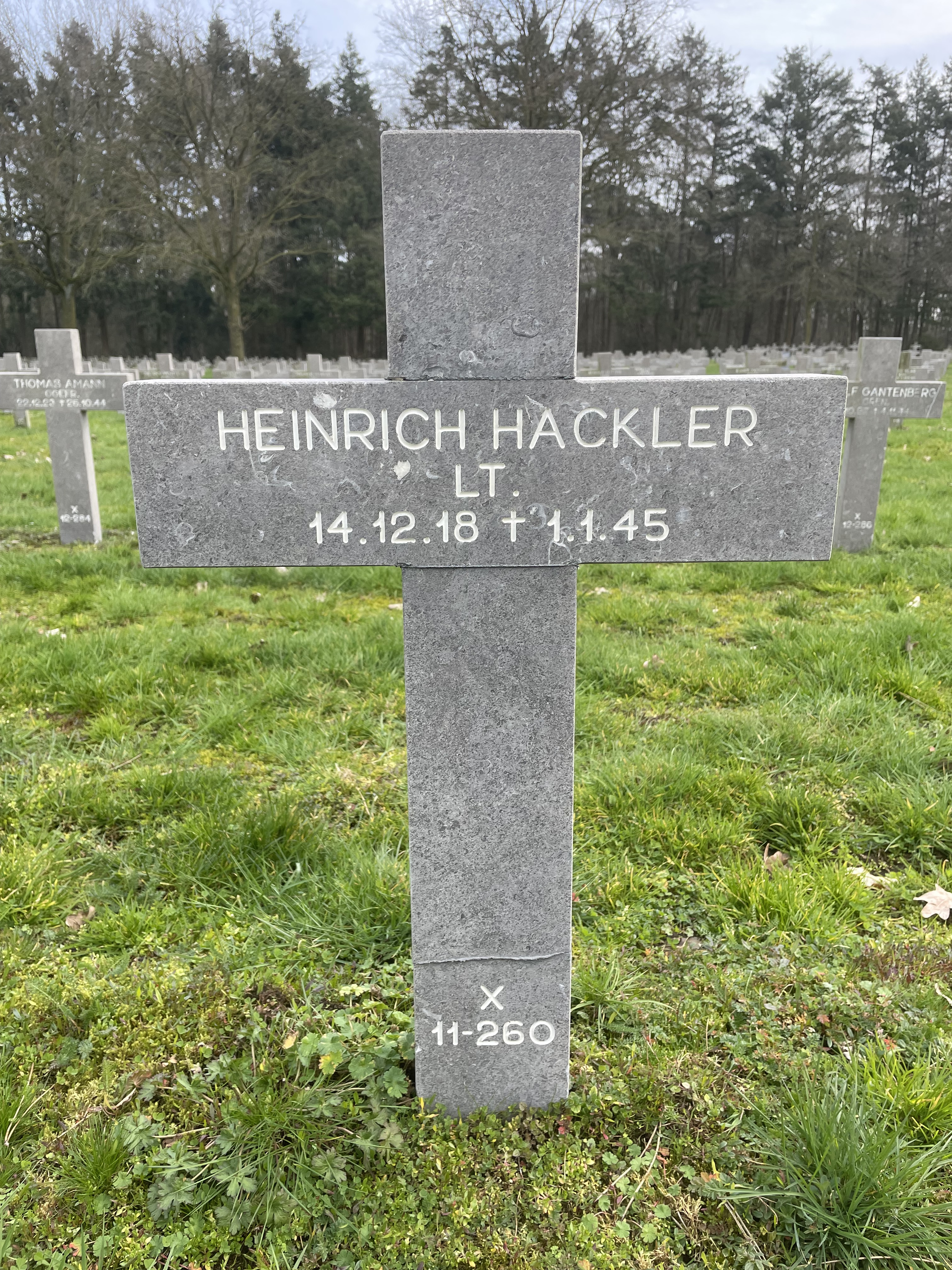
Le 1 janvier 1945, le Leutnant Heinrich Hackler fut touché lors de sa troisième attaque et, probablement blessé, percuta des arbres dans sa fuite en voulant éviter une ferme. Enterré par les Alliés, son corps sera réinhumé en 1949 au cimetière d'Ysselsteyn puis formellement identifié en 1997.

En passant près de la base néerlandaise de Woensdrecht (en), certain pilotes plongèrent pour la mitrailler, mais le véritable objectif se trouvait encore à une trentaine de kilomètres plus au sud, avec en point de repère la zone portuaire d'Anvers et sa cathédrale. Peu avant d'arriver sur zone, le dernier Ju 88 s'éclipsa et une légère brume se leva. Maintenant le silence radio, les Messerschmitt guidés par Freytag cherchèrent en vain la piste d'Antwerp-Deurne et la tension monta d'un cran. Quelques pilotes des I. et III./JG 77 parvinrent néanmoins à la localiser et à attaquer mais de manière désordonnée, brisant tout effet de surprise. Des FW 190 de la JG 26 se joindront à eux, mais les Allemands ne laisseront seulement que 14 appareils détruits et neuf autres endommagés. Les autres appareils qui ratèrent l'aérodrome se rattrapèrent sur des cibles secondaires, le Major Freytag revendiquant également un 102e succès sur un Spitfire, mais globalement, la mission sera un échec compte tenu du nombre de cibles potentielles. La JG 77 perdra ce jour-là cinq pilotes durant l'attaque ou sur le chemin retour, principalement à cause de la DCA, ainsi que six hommes capturés, dont un qui décédera le lendemain. Parmi les victimes, deux Staffelkapitän, dont l'as aux 56 victoires Heinrich Hackler.
La baisse d'activité qui suivit l'opération permit à la JG 77 de convoyer de nouveaux avions, mais deux d'entre eux s'écraseront avec leurs pilotes le 2 janvier. La bataille des Ardennes n'était pas tout à fait terminée, et l'unité reprit le combat en fin de semaine. Le 14, de violents combats s'engagèrent contre des chasseurs-bombardiers, les deux premiers Gruppen déplorant huit tués, quatre blessés, le tout pour deux petites victoires. Le lendemain et sans transition, l'escadre opéra un désengagement du front pour gagner Ohlau en Pologne, à une soixantaine de kilomètres de la frontière tchèque ; lors du transfert, un pilote se tuera le 24 janvier, dans ce qui sera la dernière perte à l'Ouest. L'étape suivante amènera la « Herz As » au sud-ouest de Prague, pour protéger la Bohême-Moravie de la déferlante soviétique.

#### Front tchécoslovaque
Mainte fois éprouvée par la « Herz As », l'aviation soviétique brillait surtout quantitativement. Le principal danger provenait surtout de la DCA, opérations air-sol obliges, même si l'essentiel des missions se cantonna initialement à de la chasse libre et des missions d'escorte. En dépit de la situation, le morale restait bon et les pilotes ne manquaient ni de carburant, ni de nourriture, d'où une certaine insouciance, accentuée par un rapport réciproquement bienveillant vis-à-vis de la population locale,.
Fin janvier, la JG 77 s'accrochaient déjà avec l'aviation russe et remporta une quinzaine de succès le mois suivant, dont la moitié pour le Leutnant Hans-Werner Renzow récent leader de la 10./JG 77. Dans l'intervalle le 7 février, le Hauptmann Armin Köhler reçut de son nouveau Kommodore Erich Leie, la Croix de Chevalier pour ses quelque 40 victoires remportées depuis mars 1942. Le Major Leie descendit lui-même deux adversaires durant cette période, plus un La-5 le 7 mars suivi d'un Yak-9 une demi-heure plus tard. Mais l'officier mésestima sa vitesse et percuta les débris de son dernier adversaire, et sauta trop bas pour s'en sortir. Erich Leie périt ainsi à l'instar du Major Müncheberg deux ans plus tôt, ce qui laissa à nouveau la charge de l'unité à Siegfried Freytag. Les 16 et 18 mars, la 12./JG 77 perdit coup sur coup deux Staffelkapitän. Le 1er avril, la JG 77 accueillit son dernier Kommodore en la personne du Major Fritz Losigkeit titulaire de 68 victoires. Le parc aérien n'aligne désormais plus que l'équivalent de deux Gruppen, dont la moitié seulement opérationnel, ce qui restait appréciable compte tenu du rapport de force, et souligne l'énorme travail accompli par les mécaniciens sans qui aucun Bf 109 ne pouvait décoller. Néanmoins quelques jours après, le II./JG 77 fut dissout et dispatcha ses hommes dans l'infanterie, la Flak ou d'autres unités de chasse pour la majorité des pilotes. Le Major Freytag et quelques autres passèrent ainsi à l'écolage sur Me 262. Le III./JG 77 se réduisit à trois Staffeln, avant d'être finalement renommé II./JG 77 sous la houlette d'Armin Köhler.
Durant ce temps-là, les opérations allaient bon train, se focalisant désormais sur les attaques au sol au détriment du combat aérien. La JG 77 engendra pourtant quantité de victoires, mais faute d'archives conservées, il est difficile de savoir quel pilote remporta tel ou tel succès. Certain établiront une dizaine de victoires durant ces derniers semaines de conflit, des chiffres qui resteront oubliés de l'histoire. L'escadre recula de base en base sous les obus de l'artillerie soviétiques, mais percevait encore des renforts en provenance d'autres unités de chasse ou de bombardement, où encore d'anciens de la « Herz As » de retour après blessure. Malgré le manque d'avions, les pilotes allemands causeront énormément de pertes à l'infanterie en usant de bombes à fragmentation. Pour la chasse pure, la JG 77 dénombra 237 victoires aériennes sur la VVS, mais perdra un pilote capturé, 18 autres tués, et 24 disparus tombés dans les lignes ennemies, des données qui demeurent approximatives, situation du moment oblige.
Le 2 mai, l'Oberleutnant Kurt Hammel leader de la 3. Staffel descendit un La-5 pour son 20e succès, probablement le dernier de la « Herz As ». Le II./JG 77 se trouvait alors à Skuteč à 115 km à l'est de Prague, tandis que le I./JG 77 était posté à Moravská Třebová 40 km plus loin. N'ayant encore reçue aucun ordre de repli, l'escadre continua d'envoyer les pilotes chercher de nouveaux appareils à l'arrière front, parfois à leurs risques et périls. Le 8 mai jour de la capitulation, le Major Köhler réunit ses hommes et annonça que les officiers n'abonderaient pas le personnel au sol et tenteraient ensemble de percer à l'ouest. Deux dernières sorties furent menées en couverture, et après avoir fait sauter les machines restantes, pilotes et rampants partirent à pied et en camions. Groupe le plus exposé, le I./JG 77 engagea des démarches similaires en détruisant ses appareils pour n'en laisser qu'une dizaine couvrir la retraite. La poignée de pilotes qui évacueront par air se posera à Königgrätz où ils recevront ordre du Major Losigkeit de redécoller pour se rendre aux Américains.

#### Au-delà du conflit
La plupart des autres membres de la JG 77 trouveront refuge dans un camp de prisonniers à Písek, gardé par les Allemands eux mêmes pour parer à toute attaque des Tchèques. Les Gi's entouraient également le camp, mais malgré l'assurance que les captifs resteraient les leurs, ils quittèrent les lieux dans la nuit du 14 au 15 mai pour laisser place aux troupes soviétiques. Les nouveaux geôliers saisirent les dernières armes et embarquèrent les prisonniers en camions d'où quelques-uns profiteront pour s'échapper, avant de les convoyer des jours durant en train jusqu'à Kharkov. Ils y subirent le travail forcé dans des montagnes de craie où la majorité décédera de froid ou de faim, causant à la JG 77 presque autant de perte que durant toute la guerre. Les survivants ne retrouveront leurs libertés qu'après de longues années de labeurs.
Conçue en partie de l'aéronavale, amputée à deux reprises de son premier groupe et rarement engagée dans sa totalité sur un même front, la JG 77 fut à l'image même de la Luftwaffe cherchant en permanence à s'adapter à la situation du moment. Réalisant quelques 4 500 victoires, l'unité vit passer de nombreux as, que ce soit à court terme ou sur la durée. Des premières escarmouches à l'Ouest, la Scandinavie et les Balkans, en passant par tous les bords de la Méditerranée, les pays de l'Est et les frontières de l'Allemagne, la « Herz As » combattit à cœur vaillant tel un « globe trotter » sur plus de théâtres d'opération qu'aucune autre Jagdgeschwader.

## Organisation

### Stab

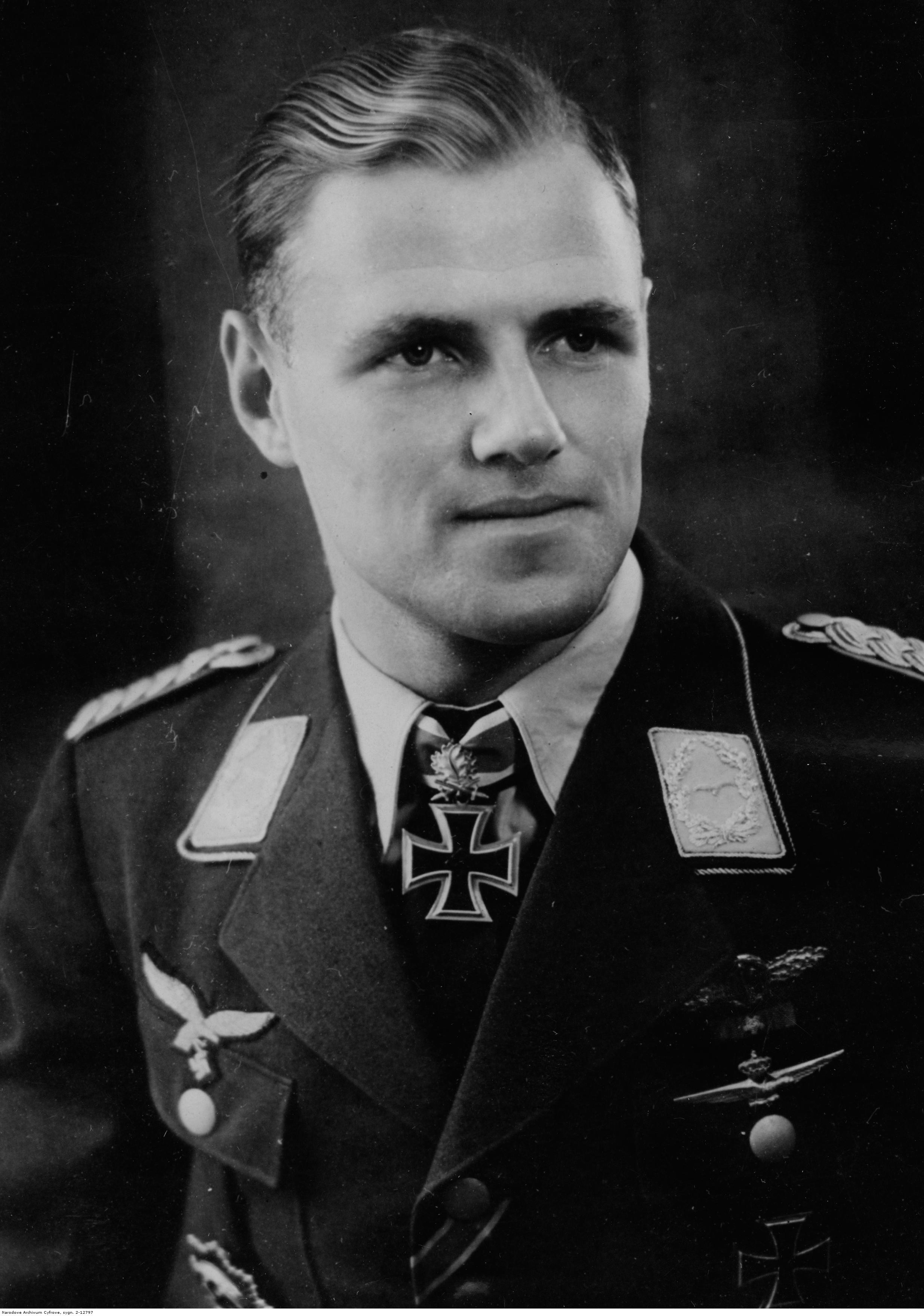
Le Major Joachim Müncheberg deviendra le cinquième Kommodore de la JG 77 et l'un des deux seuls à périr au combat. Il laisser à l'escadre son insigne personnel, un cœur rouge ou Herz As.

Formé le 1er octobre 1939 à Neumünster.
Geschwaderkommodore :
| Début             | Fin               | Grade          | Nom                                         |
| ----------------- | ----------------- | -------------- | ------------------------------------------- |
| 1er octobre 1939  | 22 décembre 1940  | Oberstleutnant | Eitel Roediger von Manteuffel               |
| 2 janvier 1941    | 23 juin 1941      | Major          | Bernhard Woldenga (en)                      |
| 23 juin 1941      | 16 mai 1942       | Major          | Gotthard Handrick                           |
| 16 mai 1942       | 30 septembre 1942 | Major          | Gordon M. Gollob                            |
| 1er octobre 1942  | 23 mars 1943      | Major          | Joachim Müncheberg (mort au combat),        |
| 24 mars 1942      | 31 mars 1943      | Oberstleutnant | Günther Freiherr von Maltzahn (par intérim) |
| 1er avril 1943    | 1er décembre 1944 | Major          | Johannes Steinhoff,                         |
| 1er décembre 1944 | 25 décembre 1944  | Major          | Johannes Weise (en) (blessé),               |
| 26 décembre 1944  | 15 janvier 1945   | Major          | Siegfried Freytag (par intérim)             |
| 29 décembre 1944  | 7 mars 1945       | Major          | Erich Leie (en) (mort au combat),           |
| 7 mars 1945       | 1er avril 1945    | Major          | Siegfried Freytag (par intérim)             |
| 1er avril 1945    | 8 mai 1945        | Major          | Fritz Losigkeit (en)                        |

### I.Gruppe
Formé le 1er mai 1939 à Breslau-Schöngarten à partir du I./JG 331 avec :
- Stab I./JG 77 à partir du Stab I./JG 331
- 1./JG 77 à partir de la 1./JG 331
- 2./JG 77 à partir de la 2./JG 331
- 3./JG 77 à partir de la 3./JG 331

Le 21 novembre 1940, le I./JG 77 est renommé IV./JG 51 :
- Stab I./JG 77 devient Stab IV./JG 51
- 1./JG 77 devient 10./JG 51
- 2./JG 77 devient 11./JG 51
- 3./JG 77 devient 12./JG 51

Reformé le 1er février 1941 à Stavanger.
- Stab I./JG 77 nouvellement créé
- 1./JG 77 nouvellement créée
- 2./JG 77 nouvellement créée
- 3./JG 77 nouvellement créée
- 4./JG 77 nouvellement créée, malgré l'appellation déjà utilisée par le II./JG 77
- 2./ZG 76 équipée de Bf 110

En juin, le groupe se divisa en deux entités distinctes.
La Jagdstaffel Kirkenes (prédisposée pour devenir IV./JG 77) avec :
- 1./JG 77 inchangée
- 14./JG 77 à partir de la 3./JG 77
- 1.(Z)/JG 77 à partir de la 2./JG 76

Le Jagdgruppe Stavanger avec :
- 2./JG 77 inchangée
- 3./JG 77 nouvellement créée
- 13./JG 77 nouvellement créée en partie avec la 4./JG 77

À l'automne est créé à Petsamo le groupe de chasse spécial Jagdgruppe z.b.V. incluant :
- 1./JG 77
- 4./JG 77
- 14./JG 77 qui absorba la 13./JG 77
- 1.(Z)JG 77

Le 2 janvier 1942, le I./JG 77 disparut une seconde fois pour former les premiers éléments de la nouvelle JG 5 :
- 1./JG 77 devient 1./JG 5
- 2./JG 77 devient 2./JG 5
- 3./JG 77 devient 3./JG 5
- 4./JG 77 devient 4./JG 5
- 14./JG 77 devient 5./JG 5
- 1.(Z)/JG 77 devient 6.(Z)/JG 5

Reformé le 6 janvier 1942 à Marioupol à partir du I.(J)/LG 2 avec :
- Stab I./JG 77 à partir du Stab I./LG 2
- 1./JG 77 à partir de la 1./LG 2
- 2./JG 77 à partir de la 2./LG 2
- 3./JG 77 à partir de la 3./LG 2

Des éléments de la 1./JG 77 sont utilisés pour former la Ölschutzstaffel/JG 77 en avril 1942. En mai 1944, des éléments de la 3./JG 77 sont cette fois utilisés pour former le IV./JG 27.
En septembre 1944, le I./JG 77 augmenta ses effectifs à quatre Staffeln :
- 1./JG 77 inchangée
- 2./JG 77 inchangée
- 3./JG 77 inchangée
- 4./JG 77 nouvellement créée

La 4./JG 77 est dissoute le 24 mars 1945.
Gruppenkommandeur :
| Début            | Fin              | Grade        | Nom                             |
| ---------------- | ---------------- | ------------ | ------------------------------- |
| 1er mai 1939     | 21 novembre 1940 | Hauptmann    | Johannes Janke,                 |
| février 1941     | juin 1941        | Hauptmann    | Walter Grommes                  |
| juin 1941        | janvier 1942     | Major        | Joachim Seegert                 |
| 6 janvier 1942   | 11 mai 1942      | Hauptmann    | Herbert Ihlefeld                |
| 11 mai 1942      | 6 août 1943      | Major        | Heinz Bär                       |
| 31 juillet 1943  | 19 août 1943     | Oberleutnant | Armin Köhler (par intérim)      |
| 19 août 1943     | 30 novembre 1943 | Hauptmann    | Lutz-Wilhelm Burkhardt          |
| 30 novembre 1943 | 28 août 1944     | Hauptmann    | Theo Lindemann                  |
| mai 1944         | 13 juin 1944     | Hauptmann    | Armin Köhler (par intérim)      |
| 1er août 1944    | 24 décembre 1944 | Hauptmann    | Lothar Baumann (mort au combat) |
| 24 décembre 1944 | 10 janvier 1945  | Major        | Wilhelm Münnichow               |
| 10 janvier 1945  | 17 avril 1945    | Hauptmann    | Joachim Deicke                  |
| 17 avril 1945    | 8 mai 1945       | Hauptmann    | Heinz Grosser                   |

### II.Gruppe
Formé le 1er mai 1939 à Pilsen à partir du II./JG 333 avec :
- Stab II./JG 77 à partir du Stab II./JG 333
- 4./JG 77 à partir de la 4./JG 333
- 5./JG 77 à partir de la 5./JG 333
- 6./JG 77 à partir de la 6./JG 333

Le 1er août 1944, le II./JG 77 est réorganisé :
- 5./JG 77 inchangée
- 6./JG 77 inchangée
- 7./JG 77 à partir de l'ancienne 4./JG 77

La 8./JG 77 est formée le 18 septembre 1944 à partir de la 5./KG 2, mais sera dissoute le 8 avril 1945, comme du reste l'entièreté du groupe à la même époque.
Reformé le 13 avril 1945 à Eckersdorf  à partir du III./JG 77 avec :
- Stab II./JG 77 à partir du Stab III./JG 77
- 5./JG 77 à partir de la 9./JG 77
- 6./JG 77 à partir de la 10./JG 77
- 7./JG 77 à partir de la 11./JG 77

Gruppenkommandeur :
| Début            | Fin              | Grade          | Nom                                |
| ---------------- | ---------------- | -------------- | ---------------------------------- |
| 1er mai 1939     | 30 novembre 1939 | Oberstleutnant | Carl-Alfred Schumacher (en)        |
| 30 novembre 1939 | 31 mars 1940     | Major          | Harry von Bülow-Bothkamp           |
| 31 mars 1940     | 9 septembre 1940 | Hauptmann      | Karl Hentschel                     |
| 9 septembre 1940 | 23 avril 1941    | Hauptmann      | Franz-Heinz Lange (mort au combat) |
| 23 avril 1941    | 25 mai 1941      | Hauptmann      | Helmut Henz (mort au combat)       |
| 26 mai 1941      | 7 mars 1943      | Major          | Anton Mader (en)                   |
| 7 mars 1943      | 13 mars 1943     | Oberleutnant   | Heinz Dudeck (par intérim)         |
| 13 mars 1943     | 28 janvier 1944  | Hauptmann      | Siegfried Freytag                  |
| 29 janvier 1944  | 31 mars 1944     | Hauptmann      | Emil Omert (en) (par intérim)      |
| 1er avril 1944   | 3 avril 1945     | Hauptmann      | Siegfried Freytag                  |
| 13 avril 1945    | 8 mai 1945       | Major          | Armin Köhler                       |

### III.Gruppe
Formé le 5 juillet 1940 à Trondheim à partir du II.(J)/Tr.Gr.186 avec :
- Stab III./JG 77 à partir du II./Tr.Gr. 186
- 8./JG 77 à partir de la 5./Tr.Gr. 186
- 9./JG 77 à partir de la 6./Tr.Gr. 186

La nouvelle 7./JG 77 verra le jour près d'un mois plus tard.
Le 29 mai 1944, la 9./JG 77 quitte le Gruppe et rejoint le I./JG 1, avant d'intégrer celui-ci sous nomination 4./JG 1 le 15 août 1944.
Le 15 août 1944, le III./JG 77 est réorganisé :
- 10./JG 77 à partir de l'ancienne 7./JG 77
- 11./JG 77 à partir de l'ancienne 8./JG 77

La 12./JG 77 est créée en octobre 1944 à partir de la 6./KG 2 et la 9./JG 77 sera reformée en novembre 1944.
Le 13 avril 1945, le III./JG 77 est renommé II./JG 77 :
- Stab III./JG 77 devient Stab II./JG 77
- 9./JG 77 devient 5./JG 77
- 10./JG 77 devient 6./JG 77
- 11./JG 77 devient 7./JG 77
- 12./JG 77 est dissoute

Gruppenkommandeur :
| Début            | Fin              | Grade        | Nom                              |
| ---------------- | ---------------- | ------------ | -------------------------------- |
| 5 juillet 1940   | 14 octobre 1940  | Major        | Heinrich Seeliger                |
| octobre 1940     | 2 août 1941      | Major        | Alexander von Winterfeldt        |
| 2 août 1941      | 4 septembre 1941 | Oberleutnant | Kurt Ubben (en) (par intérim)    |
| 5 septembre 1941 | 10 mars 1944     | Hauptmann    | Kurt Ubben                       |
| 10 mars 1944     | 3 avril 1944     | Hauptmann    | Karl Bresoschek (par intérim)    |
| 3 avril 1944     | 24 avril 1944    | Hauptmann    | Emil Omert (en) (mort au combat) |
| 24 avril 1944    | 31 juillet 1944  | Hauptmann    | Karl Bresoscheck (blessé)        |
| 6 juin 1944      | juillet 1944     | Oberleutnant | Erhard Niese (par intérim)       |
| juillet 1944     | 31 juillet 1944  | Hauptmann    | Karl Bresoscheck                 |
| août 1944        | 13 avril 1945    | Major        | Armin Köhler                     |

### Ergänzungsgruppe
La Erg.Staffel/JG 77 est formée le 8 octobre 1940 à Werneuchen.
En mars 1941, l'unité devient Erg.Gruppe/JG 77 avec :
- Stab du Ergänzungsgruppe/JG 77 nouvellement créé
- 1. Einsatzstaffel/JG 77 à partir de la Erg.Sta./JG 77
- 2. Ausbildungsstaffel/JG 77 nouvellement créée (en mai 1941)

Il est dissous le 31 janvier 1942 :
- Stab devient Stab/EJGr. Ost
- 2. Ausbildungsstaffel/JG 77 devient 1./EJGr. Ost
- 1. Einsatzstaffel/JG 77 devient Ölschutzstaffel/JG 77 en avril 1942

Gruppenkommandeur :
| Début            | Fin              | Grade        | Nom                    |
| ---------------- | ---------------- | ------------ | ---------------------- |
| 18 octobre 1940  | 21 décembre 1940 | Oberleutnant | Walter Hoeckner        |
| 22 décembre 1940 | juin 1941        | Oberleutnant | Ernst-Albrecht Schultz |
| juin 1941        | 22 juin 1941     | Major        | Albert Blumensaat      |
| 1er juillet 1941 | 1er février 1942 | Major        | Kurt Fischer           |

### Ölschutzstaffel
Formée en avril 1942 à Bucarest-Pipera à partir du 1.(Einsatz) Erg.Gruppe/JG 77 et des éléments de la 1./JG 77. Le 7 août 1942, elle est renommée 1./JG 4.
Staffelkapitän :
| Début      | Fin       | Grade        | Nom            |
| ---------- | --------- | ------------ | -------------- |
| avril 1942 | août 1942 | Oberleutnant | Günther Hannak |

## Récipiendaires de la Croix de Chevalier

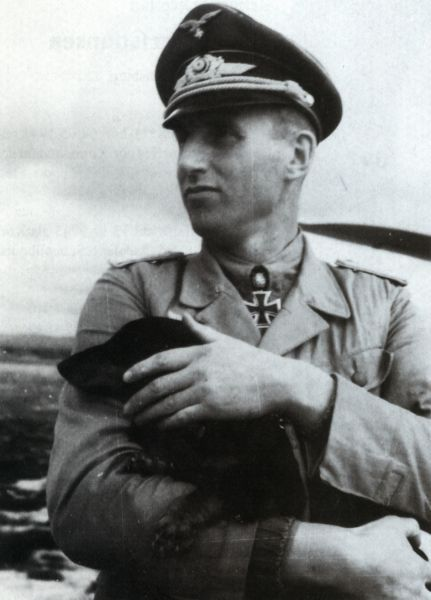
Erwin Clausen gagna ses lauriers presque entièrement avec la JG 77. Il périra le 8 octobre 1943 à la tête du I./JG 11.

Note : (†) posthume
| Noms                      | Unités                  | Croix de Chevalier    | Feuilles de chêne | Glaives         | Brillants    |
| Alexander von Winterfeldt | Stab III./JG 77         | 5 juillet 1941        | -                 | -               | -            |
| Wolf-Dietrich Huy         | 7./JG 77                | 5 juillet 1941        | 17 mars 1942      | -               | -            |
| Bernhard Woldenga         | avec la JG 27           | 5 juillet 1941        | -                 | -               | -            |
| Hugo Dahmer               | 1./JG 77                | 1er août 1941         | -                 | -               | -            |
| Rudolf Schmidt            | 5./JG 77                | 30 août 1941          | -                 | -               | -            |
| Kurt Ubben                | 8./JG 77                | 4 septembre 1941      | 12 mars 1942      | -               | -            |
| Horst Carganico           | 1./JG 77                | 25 septembre 1941     | -                 | -               | -            |
| Heinrich Stetz            | 4./JG 77                | 31 décembre 1941      | 23 juin 1942      | -               | -            |
| Emil Omert                | 8./JG 77                | 19 mars 1942          | -                 | -               | -            |
| Herbert Ihlefeld          | Stab I./JG 77           | avec la LG 2          | avec la LG 2      | 24 avril 1942   | -            |
| Kurt Lasse                | 9./JG 77                | 3 mai 1942 (†)        | -                 | -               | -            |
| Erwin Clausen             | 1./JG 77                | 19 mai 1942           | 23 juillet 1942   | -               | -            |
| Anton Hackl               | 5./JG 77                | 25 mai 1942           | 26 août 1942      | avec la JG 11   | -            |
| Gordon Gollob             | Stab JG 77              | avec la JG 3          | avec la JG 3      | 23 juin 1942    | 30 août 1942 |
| Friendrich Geisshardt     | 3./JG 77                | avec la LG 2          | 23 juin 1942      | -               | -            |
| Günther Hannak            | Ölschutzstaffel Ploesti | 1er juillet 1942      | -                 | -               | -            |
| Ernst-Wilhelm Reinert     | 4./JG 77                | 1er juillet 1942      | 6 octobre 1942    | avec la JG 27   | -            |
| Siegfried Freytag         | 1./JG 77                | 3 juillet 1942        | -                 | -               | -            |
| Anton Mader               | Stab II./JG 77          | 15 juillet 1942       | -                 | -               | -            |
| Franz Schulte             | 6./JG 27                | 24 septembre 1942 (†) | -                 | -               | -            |
| Alexander Preinfalk       | 5./JG 77                | 14 octobre 1942       | -                 | -               | -            |
| Johann Badum              | 6./JG 77                | 15 octobre 1942       | -                 | -               | -            |
| Ludwig-Wilhelm Burckhardt | 6./JG 77                | 15 octobre 1942       | -                 | -               | -            |
| Jürgen Brocke             | 4./JG 77                | 9 décembre 1942 (†)   | -                 | -               | -            |
| Herbert Kaiser            | 8./JG 77                | 14 mars 1943          | -                 | -               | -            |
| Walter Brandt             | 2./JG 77                | 24 mars 1943          | -                 | -               | -            |
| Heinz-Edgar Berres        | 1./JG 77                | 19 septembre 1943 (†) | -                 | -               | -            |
| Johannes Steinhoff        | Stab JG 77              | avec la JG 52         | avec la JG 52     | 28 juillet 1944 | -            |
| Franz Hrdlicka            | 5./JG 77                | 9 août 1944           | avec la JG 2      | -               | -            |
| Heinrich Hackler          | 8./JG 77                | 19 août 1944          | -                 | -               | -            |
| Johann Pichler            | 7./JG 77                | 19 août 1944          | -                 | -               | -            |
| Eduard Isken              | avec la JG 53           | 14 janvier 1945       | -                 | -               | -            |
| Armin Köhler              | Stab III./JG 77         | 7 février 1945        | -                 | -               | -            |